# Tour cycliste féminin international de l'Ardèche 2023
La 21e édition du Tour cycliste féminin international de l'Ardèche a lieu du 5 au 11 septembre 2023. La course fait partie du calendrier UCI féminin en catégorie 2.1.
Daria Pikulik remporte la première étape au sprint. Le lendemain, Michaela Drummond est la plus rapide. Daria Pikulik s'impose sur la troisième étape. Sur l'étape suivante, Silvia Zanardi s'impose dans un quatuor de tête. Elle devient la nouvelle leader du classement général. Sur la cinquième étape, Marta Cavalli s'impose devant Erica Magnaldi. La première prend le maillot rose. Barbara Malcotti gagne en solitaire le lendemain. Olivia Baril remporte la dernière étape. Marta Cavalli inscrit son nom au palmarès, elle est également meilleure grimpeuse. Erica Magnaldi et Anastasiya Kolesava complète le podium. Silvia Zanardi gagne à la fois le classement par points et celui des sprints. Alena Ivanchenko est la meilleure jeune et FDJ-Suez la meilleure équipe.

## Équipes
| UCI Women's WorldTeams (3)- Canyon-SRAM Racing - FDJ-Suez - Human Powered Health Équipes féminines continentales (12)- Arkéa Women - Bepink - Cynisca Cycling - Duolar-Chevalmeire - DNA Pro Cycling - Eneicat-Cmteam-Seguros Deportivos - Farto-BTC - Laboral Kutxa-Fundacion Euskadi - Massi Tactic - St Michel-Mavic-Auber93 - Stade rochelais Charente-Maritime - WCC Team Équipes nationales (2)- États-Unis - Slovénie Équipe féminines amateur (2)- Matos Mobility-Optiria Women Team - Pro-Noctis-Heidi Kjeldsen-200 Degres Coffe CT |
| |

## Étapes
| Étape     | Date     | Villes étapes                      | type              | Distance (km) | Vainqueur d'étape | Leader du classement général |
| --------- | -------- | ---------------------------------- | ----------------- | ------------- | ----------------- | ---------------------------- |
| 1re étape | 5 sept.  | Bourg-Saint-Andéol – Ruoms         | étape vallonnée   | 105,6         | Daria Pikulik     | Daria Pikulik                |
| 2e étape  | 6 sept.  | Nîmes – Nîmes                      | étape vallonnée   | 91,3          | Michaela Drummond | Michaela Drummond            |
| 3e étape  | 7 sept.  | Avignon – Avignon                  | étape de plaine   | 119,6         | Daria Pikulik     | Michaela Drummond            |
| 4e étape  | 8 sept.  | Saint-Rambert-d'Albon – Hauterives | étape vallonnée   | 101,6         | Silvia Zanardi    | Silvia Zanardi               |
| 5e étape  | 9 sept.  | Marvejols – mont Lozère            | étape de montagne | 100,3         | Marta Cavalli     | Marta Cavalli                |
| 6e étape  | 10 sept. | Saint-Félicien – Tain-l'Hermitage  | étape vallonnée   | 125,9         | Barbara Malcotti  | Marta Cavalli                |
| 7e étape  | 11 sept. | Beauchastel – Privas               | étape vallonnée   | 69,2          | Olivia Baril      | Marta Cavalli                |

## Déroulement de la course

### 1reétape
Cette étape de 105 km, de Bourg-Saint-Andéol à Ruoms, propose au peloton un parcours vallonné, passant notamment par les gorges de l'Ardèche. Le parcours est jalonné de 3 rush et 3 Grand Prix de la Montagne
| \| Classement de l'étape \| Classement de l'étape \| Classement de l'étape \| Classement de l'étape \| Classement de l'étape \| \| Coureuse \| Coureuse \| Pays \| Équipe \| Temps \| \| --------------------- \| --------------------- \| --------------------- \| --------------------------------- \| --------------------- \| \| 1re \| Daria Pikulik \| Pologne \| Human Powered Health \| 2 h 49 min 52 s \| \| 2e \| Michaela Drummond \| Nouvelle-Zélande \| Farto-BTC \| + 0 s \| \| 3e \| Silvia Zanardi \| Italie \| Bepink \| + 0 s \| \| 4e \| Margot Pompanon \| France \| St Michel-Mavic-Auber 93 \| + 0 s \| \| 5e \| Nadia Quagliotto \| Italie \| Laboral Kutxa-Fundación Euskadi \| + 0 s \| \| 6e \| Danique Braam \| Pays-Bas \| Duolar-Chevalmeire \| + 0 s \| \| 7e \| Fiona Mangan \| Irlande \| Cynisca Cycling \| + 0 s \| \| 8e \| Jade Wiel \| France \| FDJ-Suez \| + 0 s \| \| 9e \| Lucia Ruiz Pérez \| Espagne \| Eneicat-CMTeam-Seguros Deportivos \| + 0 s \| \| 10e \| Noémie Abgrall \| France \| Stade Rochelais Charente-Maritime \| + 0 s \| |                   |                  |                                   |                 |
| |                   |                  |                                   |                 |
| |                   |                  |                                   |                 |
| Classement de l'étape |                   |                  |                                   |                 |
| Coureuse | Coureuse          | Pays             | Équipe                            | Temps           |
| 1re | Daria Pikulik     | Pologne          | Human Powered Health              | 2 h 49 min 52 s |
| 2e | Michaela Drummond | Nouvelle-Zélande | Farto-BTC                         | + 0 s           |
| 3e | Silvia Zanardi    | Italie           | Bepink                            | + 0 s           |
| 4e | Margot Pompanon   | France           | St Michel-Mavic-Auber 93          | + 0 s           |
| 5e | Nadia Quagliotto  | Italie           | Laboral Kutxa-Fundación Euskadi   | + 0 s           |
| 6e | Danique Braam     | Pays-Bas         | Duolar-Chevalmeire                | + 0 s           |
| 7e | Fiona Mangan      | Irlande          | Cynisca Cycling                   | + 0 s           |
| 8e | Jade Wiel         | France           | FDJ-Suez                          | + 0 s           |
| 9e | Lucia Ruiz Pérez  | Espagne          | Eneicat-CMTeam-Seguros Deportivos | + 0 s           |
| 10e | Noémie Abgrall    | France           | Stade Rochelais Charente-Maritime | + 0 s           |

| \| Classement général \| Classement général \| Classement général \| Classement général \| Classement général \| \| Coureuse \| Coureuse \| Pays \| Équipe \| Temps \| \| ------------------ \| ------------------ \| ------------------ \| --------------------------------- \| ------------------ \| \| 1re \| Daria Pikulik \| Pologne \| Human Powered Health \| 2 h 49 min 52 s \| \| 2e \| Michaela Drummond \| Nouvelle-Zélande \| Farto-BTC \| + 0 s \| \| 3e \| Silvia Zanardi \| Italie \| Bepink \| + 0 s \| \| 4e \| Margot Pompanon \| France \| St Michel-Mavic-Auber 93 \| + 0 s \| \| 5e \| Nadia Quagliotto \| Italie \| Laboral Kutxa-Fundación Euskadi \| + 0 s \| \| 6e \| Danique Braam \| Pays-Bas \| Duolar-Chevalmeire \| + 0 s \| \| 7e \| Fiona Mangan \| Irlande \| Cynisca Cycling \| + 0 s \| \| 8e \| Jade Wiel \| France \| FDJ-Suez \| + 0 s \| \| 9e \| Lucia Ruiz Pérez \| Espagne \| Eneicat-CMTeam-Seguros Deportivos \| + 0 s \| \| 10e \| Noémie Abgrall \| France \| Stade Rochelais Charente-Maritime \| + 0 s \| |                   |                  |                                   |                 |
| |                   |                  |                                   |                 |
| |                   |                  |                                   |                 |
| Classement général |                   |                  |                                   |                 |
| Coureuse | Coureuse          | Pays             | Équipe                            | Temps           |
| 1re | Daria Pikulik     | Pologne          | Human Powered Health              | 2 h 49 min 52 s |
| 2e | Michaela Drummond | Nouvelle-Zélande | Farto-BTC                         | + 0 s           |
| 3e | Silvia Zanardi    | Italie           | Bepink                            | + 0 s           |
| 4e | Margot Pompanon   | France           | St Michel-Mavic-Auber 93          | + 0 s           |
| 5e | Nadia Quagliotto  | Italie           | Laboral Kutxa-Fundación Euskadi   | + 0 s           |
| 6e | Danique Braam     | Pays-Bas         | Duolar-Chevalmeire                | + 0 s           |
| 7e | Fiona Mangan      | Irlande          | Cynisca Cycling                   | + 0 s           |
| 8e | Jade Wiel         | France           | FDJ-Suez                          | + 0 s           |
| 9e | Lucia Ruiz Pérez  | Espagne          | Eneicat-CMTeam-Seguros Deportivos | + 0 s           |
| 10e | Noémie Abgrall    | France           | Stade Rochelais Charente-Maritime | + 0 s           |

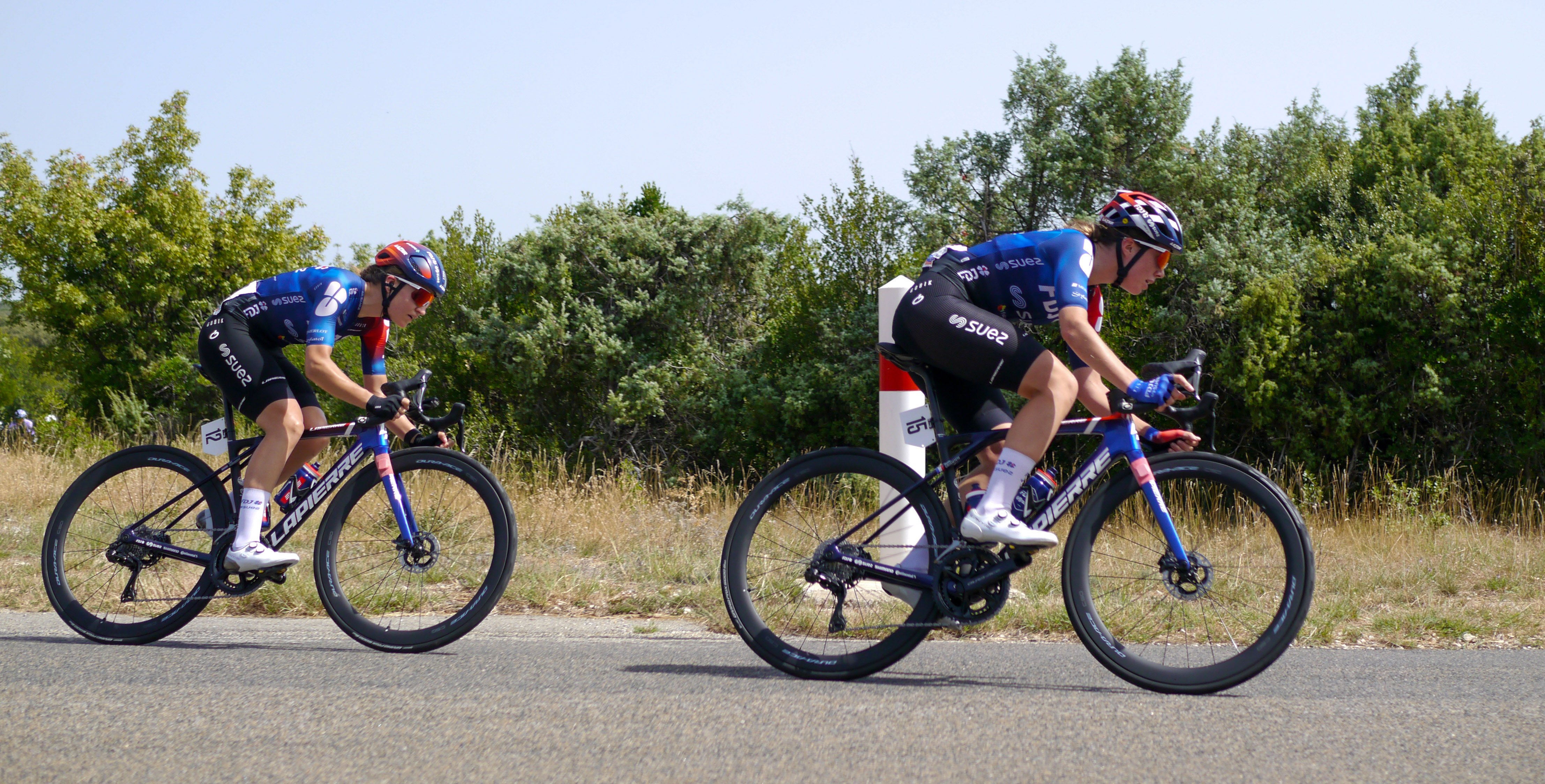
Maëlle Grossetête (15) suivie par Loes Adegeest (12) après 7 km de course. Maëlle Grossetête remportera le maillot à pois en fin d'étape.
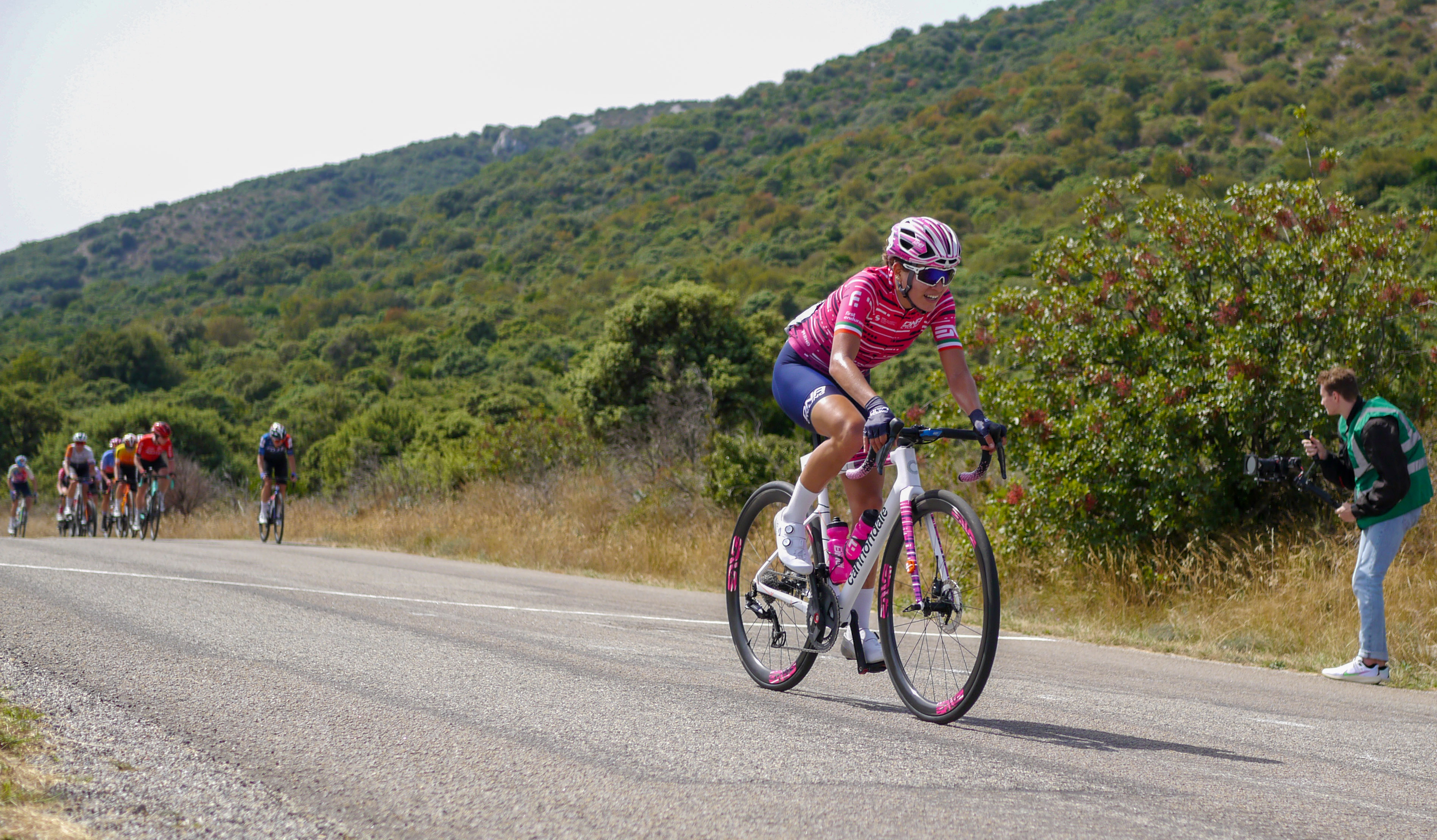
Passage en tête d'Anet Barrera au Grand Prix de la Montagne 2 (km 42,2), suivie par Grossetête et Armitage en arrière plan.
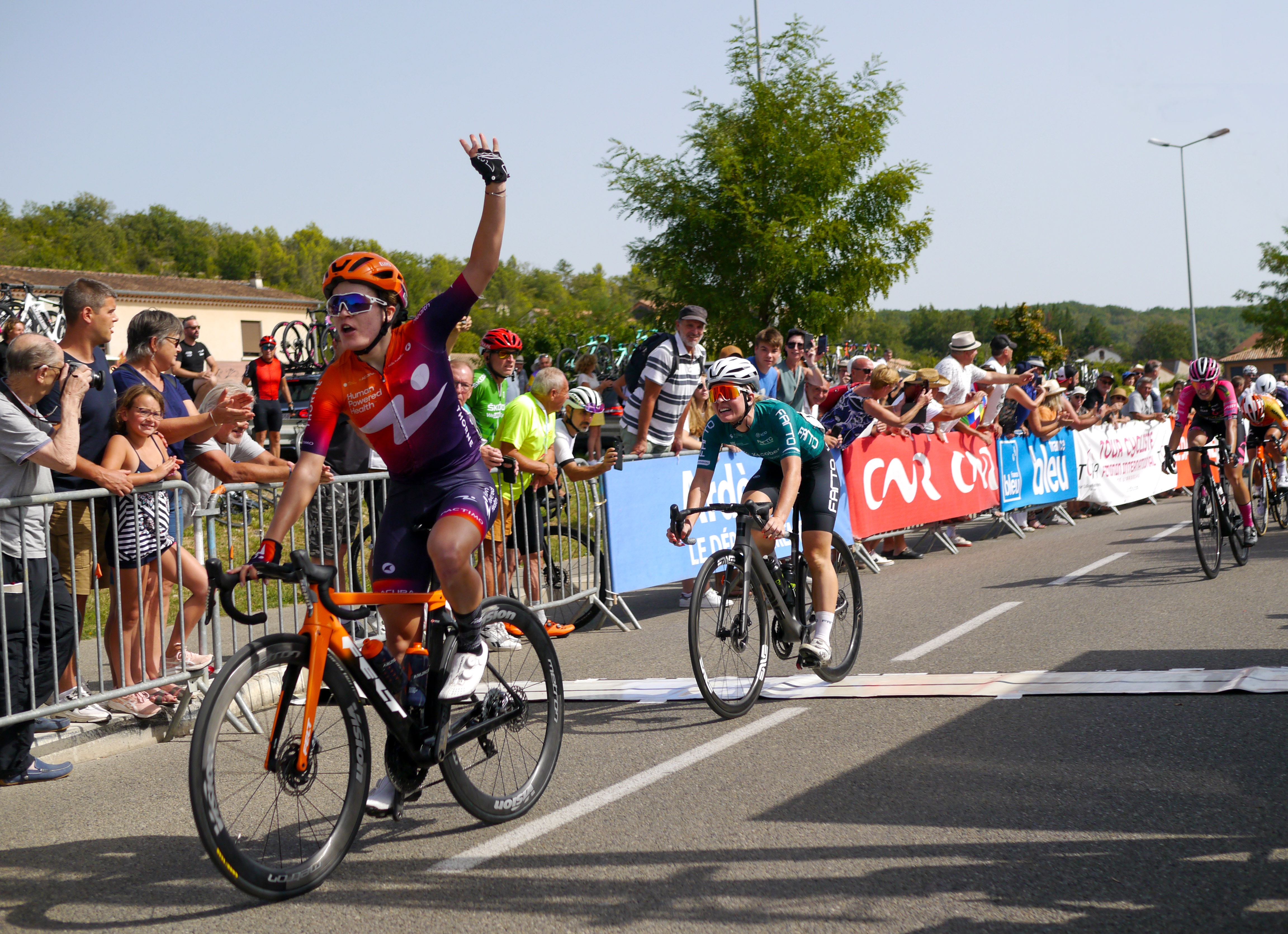
Daria Pikulik remporte l'étape devant Michaela Drummond et Silvia Zanardi à Ruoms.

### 2eétape
Cette étape de 92 km forme une boucle avec Nimes comme ville de départ et d'arrivée. Elle comporte trois sprints et deux ascensions répertoriées pour le grand prix de la montagne. À l'issue de cette étape, Maëlle Grossetête conserve et renforce son maillot de meilleure grimpeuse après être passée en deuxième position (derrière l'américaine Natalie Quinn) du deuxième grand prix de la montagne. Une chute a lieu à 300 m de l'arrivée de l'étape, causant une fracture de la clavicule et du métacarpe pour Margot Pompanon et un abandon pour la britannique Lucy Gadd. L'étape est remportée par Michaela Drummond, arrivée deuxième la veille, elle s’empare aussi à cette occasion du maillot rose de leader,.
Les coureuses Marit Raaijmakers et Sarah Van Dam ont rapporté un manque de sécurité sur la fin d'étape, lieu de la chute, dénonçant la présence de voitures mal garées, d'une chaussée en mauvais état, et du manque d'espace compte tenu de la vitesse atteinte sur cette portion.
| \| Classement de l'étape \| Classement de l'étape \| Classement de l'étape \| Classement de l'étape \| Classement de l'étape \| \| Coureuse \| Coureuse \| Pays \| Équipe \| Temps \| \| --------------------- \| --------------------- \| --------------------- \| --------------------------------- \| --------------------- \| \| 1re \| Michaela Drummond \| Nouvelle-Zélande \| Farto-BTC \| 2 h 24 min 39 s \| \| 2e \| Lucia Ruiz Pérez \| Espagne \| Eneicat-CMTeam-Seguros Deportivos \| + 0 s \| \| 3e \| Sarah Van Dam \| Canada \| DNA Pro Cycling \| + 0 s \| \| 4e \| Andrea Casagranda \| Italie \| Bepink \| + 0 s \| \| 5e \| Nora Jenčušová \| Slovaquie \| Bepink \| + 0 s \| \| 6e \| Debora Silvestri \| Italie \| Laboral Kutxa-Fundación Euskadi \| + 0 s \| \| 7e \| Silvia Zanardi \| Italie \| Bepink \| + 0 s \| \| 8e \| Jennifer Ducuara \| Colombie \| Massi Tactic \| + 0 s \| \| 9e \| María Latriglia \| Colombie \| Eneicat-CMTeam-Seguros Deportivos \| + 0 s \| \| 10e \| Chloé Schoenenberger \| France \| Stade Rochelais Charente-Maritime \| + 0 s \| |                      |                  |                                   |                 |
| |                      |                  |                                   |                 |
| |                      |                  |                                   |                 |
| Classement de l'étape |                      |                  |                                   |                 |
| Coureuse | Coureuse             | Pays             | Équipe                            | Temps           |
| 1re | Michaela Drummond    | Nouvelle-Zélande | Farto-BTC                         | 2 h 24 min 39 s |
| 2e | Lucia Ruiz Pérez     | Espagne          | Eneicat-CMTeam-Seguros Deportivos | + 0 s           |
| 3e | Sarah Van Dam        | Canada           | DNA Pro Cycling                   | + 0 s           |
| 4e | Andrea Casagranda    | Italie           | Bepink                            | + 0 s           |
| 5e | Nora Jenčušová       | Slovaquie        | Bepink                            | + 0 s           |
| 6e | Debora Silvestri     | Italie           | Laboral Kutxa-Fundación Euskadi   | + 0 s           |
| 7e | Silvia Zanardi       | Italie           | Bepink                            | + 0 s           |
| 8e | Jennifer Ducuara     | Colombie         | Massi Tactic                      | + 0 s           |
| 9e | María Latriglia      | Colombie         | Eneicat-CMTeam-Seguros Deportivos | + 0 s           |
| 10e | Chloé Schoenenberger | France           | Stade Rochelais Charente-Maritime | + 0 s           |

| \| Classement général \| Classement général \| Classement général \| Classement général \| Classement général \| \| Coureuse \| Coureuse \| Pays \| Équipe \| Temps \| \| ------------------ \| ------------------ \| ------------------ \| --------------------------------- \| ------------------ \| \| 1re \| Michaela Drummond \| Nouvelle-Zélande \| Farto-BTC \| 5 h 14 min 31 s \| \| 2e \| Silvia Zanardi \| Italie \| Bepink \| + 0 s \| \| 3e \| Lucia Ruiz Pérez \| Espagne \| Eneicat-CMTeam-Seguros Deportivos \| + 0 s \| \| 4e \| Danique Braam \| Pays-Bas \| Duolar-Chevalmeire \| + 0 s \| \| 5e \| Sarah Van Dam \| Canada \| DNA Pro Cycling \| + 0 s \| \| 6e \| Shayna Powless \| États-Unis \| DNA Pro Cycling \| + 0 s \| \| 7e \| Nora Jenčušová \| Slovaquie \| Bepink \| + 0 s \| \| 8e \| Jade Wiel \| France \| FDJ-Suez \| + 0 s \| \| 9e \| Noémie Abgrall \| France \| Stade Rochelais Charente-Maritime \| + 0 s \| \| 10e \| Debora Silvestri \| Italie \| Laboral Kutxa-Fundación Euskadi \| + 0 s \| |                   |                  |                                   |                 |
| |                   |                  |                                   |                 |
| |                   |                  |                                   |                 |
| Classement général |                   |                  |                                   |                 |
| Coureuse | Coureuse          | Pays             | Équipe                            | Temps           |
| 1re | Michaela Drummond | Nouvelle-Zélande | Farto-BTC                         | 5 h 14 min 31 s |
| 2e | Silvia Zanardi    | Italie           | Bepink                            | + 0 s           |
| 3e | Lucia Ruiz Pérez  | Espagne          | Eneicat-CMTeam-Seguros Deportivos | + 0 s           |
| 4e | Danique Braam     | Pays-Bas         | Duolar-Chevalmeire                | + 0 s           |
| 5e | Sarah Van Dam     | Canada           | DNA Pro Cycling                   | + 0 s           |
| 6e | Shayna Powless    | États-Unis       | DNA Pro Cycling                   | + 0 s           |
| 7e | Nora Jenčušová    | Slovaquie        | Bepink                            | + 0 s           |
| 8e | Jade Wiel         | France           | FDJ-Suez                          | + 0 s           |
| 9e | Noémie Abgrall    | France           | Stade Rochelais Charente-Maritime | + 0 s           |
| 10e | Debora Silvestri  | Italie           | Laboral Kutxa-Fundación Euskadi   | + 0 s           |

### 3eétape
Cette 3e étape de 119,6 km forme une boucle au nord d'Avignon, ville de départ et d'arrivée. Natalie Quinn, Diane Ingabire, et Hana Žumer attaquent dès le kilomètre 25 de l'étape et s'échappent du peloton. L'échappée atteindra deux minutes et 5 secondes d'avance sur le peloton après le décrochage de la coureuse slovène et l'arrivée d'Emilie Fortin à la suite d'un effort solitaire. Cette échappée se termine au niveau du barrage de la commune de Sauveterre. L'étape se termine au sprint et est remportée par Daria Pikulik, suivie par Sarah Van Dam et Silvia Zanardi. Sarah Van Dam passe en tête au classement de meilleure jeune et Natalie Quinn obtient le maillot rouge de la combativité.
| \| Classement de l'étape \| Classement de l'étape \| Classement de l'étape \| Classement de l'étape \| Classement de l'étape \| \| Coureur \| Coureur \| Pays \| Équipe \| Temps \| \| --------------------- \| --------------------- \| --------------------- \| ------------------------------- \| --------------------- \| \| 1re \| Daria Pikulik \| Pologne \| Human Powered Health \| 2 h 58 min 15 s \| \| 2e \| Sarah Van Dam \| Canada \| DNA Pro Cycling \| + 0 s \| \| 3e \| Silvia Zanardi \| Italie \| Bepink \| + 0 s \| \| 4e \| Nadia Quagliotto \| Italie \| Laboral Kutxa-Fundación Euskadi \| + 0 s \| \| 5e \| Danique Braam \| Pays-Bas \| Duolar-Chevalmeire \| + 0 s \| \| 6e \| Lily Williams \| États-Unis \| Human Powered Health \| + 0 s \| \| 7e \| Lucie Liboreau \| France \| Arkéa Pro Cycling Team \| + 0 s \| \| 8e \| Michaela Drummond \| Nouvelle-Zélande \| Farto-BTC \| + 0 s \| \| 9e \| Giorgia Vettorello \| Italie \| Bepink \| + 0 s \| \| 10e \| Nora Jenčušová \| Slovaquie \| Bepink \| + 0 s \| |                    |                  |                                 |                 |
| |                    |                  |                                 |                 |
| |                    |                  |                                 |                 |
| Classement de l'étape |                    |                  |                                 |                 |
| Coureur | Coureur            | Pays             | Équipe                          | Temps           |
| 1re | Daria Pikulik      | Pologne          | Human Powered Health            | 2 h 58 min 15 s |
| 2e | Sarah Van Dam      | Canada           | DNA Pro Cycling                 | + 0 s           |
| 3e | Silvia Zanardi     | Italie           | Bepink                          | + 0 s           |
| 4e | Nadia Quagliotto   | Italie           | Laboral Kutxa-Fundación Euskadi | + 0 s           |
| 5e | Danique Braam      | Pays-Bas         | Duolar-Chevalmeire              | + 0 s           |
| 6e | Lily Williams      | États-Unis       | Human Powered Health            | + 0 s           |
| 7e | Lucie Liboreau     | France           | Arkéa Pro Cycling Team          | + 0 s           |
| 8e | Michaela Drummond  | Nouvelle-Zélande | Farto-BTC                       | + 0 s           |
| 9e | Giorgia Vettorello | Italie           | Bepink                          | + 0 s           |
| 10e | Nora Jenčušová     | Slovaquie        | Bepink                          | + 0 s           |

| \| Classement général \| Classement général \| Classement général \| Classement général \| Classement général \| \| Coureur \| Coureur \| Pays \| Équipe \| Temps \| \| ------------------ \| ------------------ \| ------------------ \| --------------------------------- \| ------------------ \| \| 1re \| Michaela Drummond \| Nouvelle-Zélande \| Farto-BTC \| 8 h 12 min 46 s \| \| 2e \| Silvia Zanardi \| Italie \| Bepink \| + 0 s \| \| 3e \| Sarah Van Dam \| Canada \| DNA Pro Cycling \| + 0 s \| \| 4e \| Danique Braam \| Pays-Bas \| Duolar-Chevalmeire \| + 0 s \| \| 5e \| Lucia Ruiz Pérez \| Espagne \| Eneicat-CMTeam-Seguros Deportivos \| + 0 s \| \| 6e \| Nora Jenčušová \| Slovaquie \| Bepink \| + 0 s \| \| 7e \| Jade Wiel \| France \| FDJ-Suez \| + 0 s \| \| 8e \| Shayna Powless \| États-Unis \| DNA Pro Cycling \| + 0 s \| \| 9e \| Giorgia Vettorello \| Italie \| Bepink \| + 0 s \| \| 10e \| Nadia Quagliotto \| Italie \| Laboral Kutxa-Fundación Euskadi \| + 0 s \| |                    |                  |                                   |                 |
| |                    |                  |                                   |                 |
| |                    |                  |                                   |                 |
| Classement général |                    |                  |                                   |                 |
| Coureur | Coureur            | Pays             | Équipe                            | Temps           |
| 1re | Michaela Drummond  | Nouvelle-Zélande | Farto-BTC                         | 8 h 12 min 46 s |
| 2e | Silvia Zanardi     | Italie           | Bepink                            | + 0 s           |
| 3e | Sarah Van Dam      | Canada           | DNA Pro Cycling                   | + 0 s           |
| 4e | Danique Braam      | Pays-Bas         | Duolar-Chevalmeire                | + 0 s           |
| 5e | Lucia Ruiz Pérez   | Espagne          | Eneicat-CMTeam-Seguros Deportivos | + 0 s           |
| 6e | Nora Jenčušová     | Slovaquie        | Bepink                            | + 0 s           |
| 7e | Jade Wiel          | France           | FDJ-Suez                          | + 0 s           |
| 8e | Shayna Powless     | États-Unis       | DNA Pro Cycling                   | + 0 s           |
| 9e | Giorgia Vettorello | Italie           | Bepink                            | + 0 s           |
| 10e | Nadia Quagliotto   | Italie           | Laboral Kutxa-Fundación Euskadi   | + 0 s           |

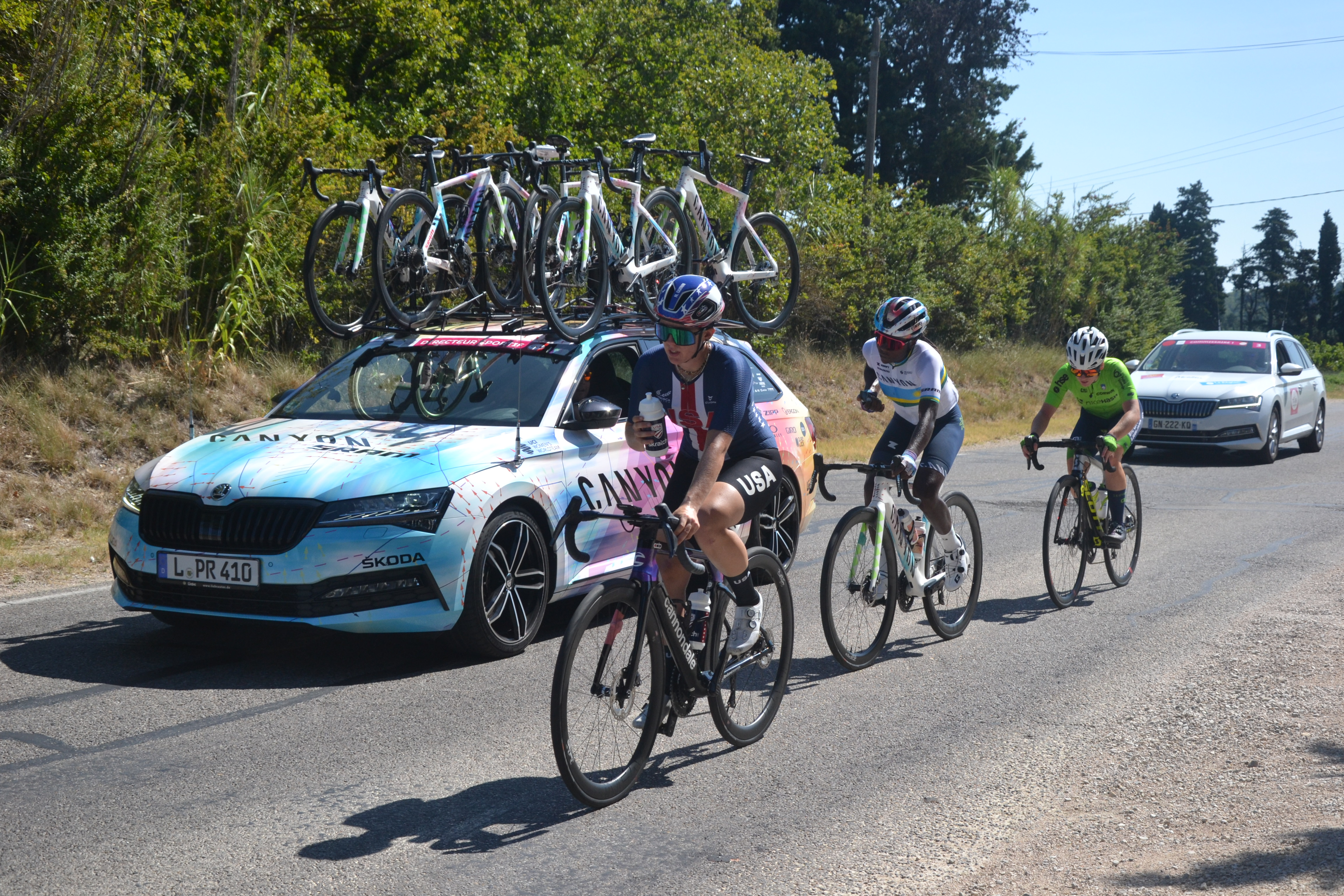
Dans l'ordre : Natalie Quinn, Diane Ingabire, et Hana Žumer en échappée.
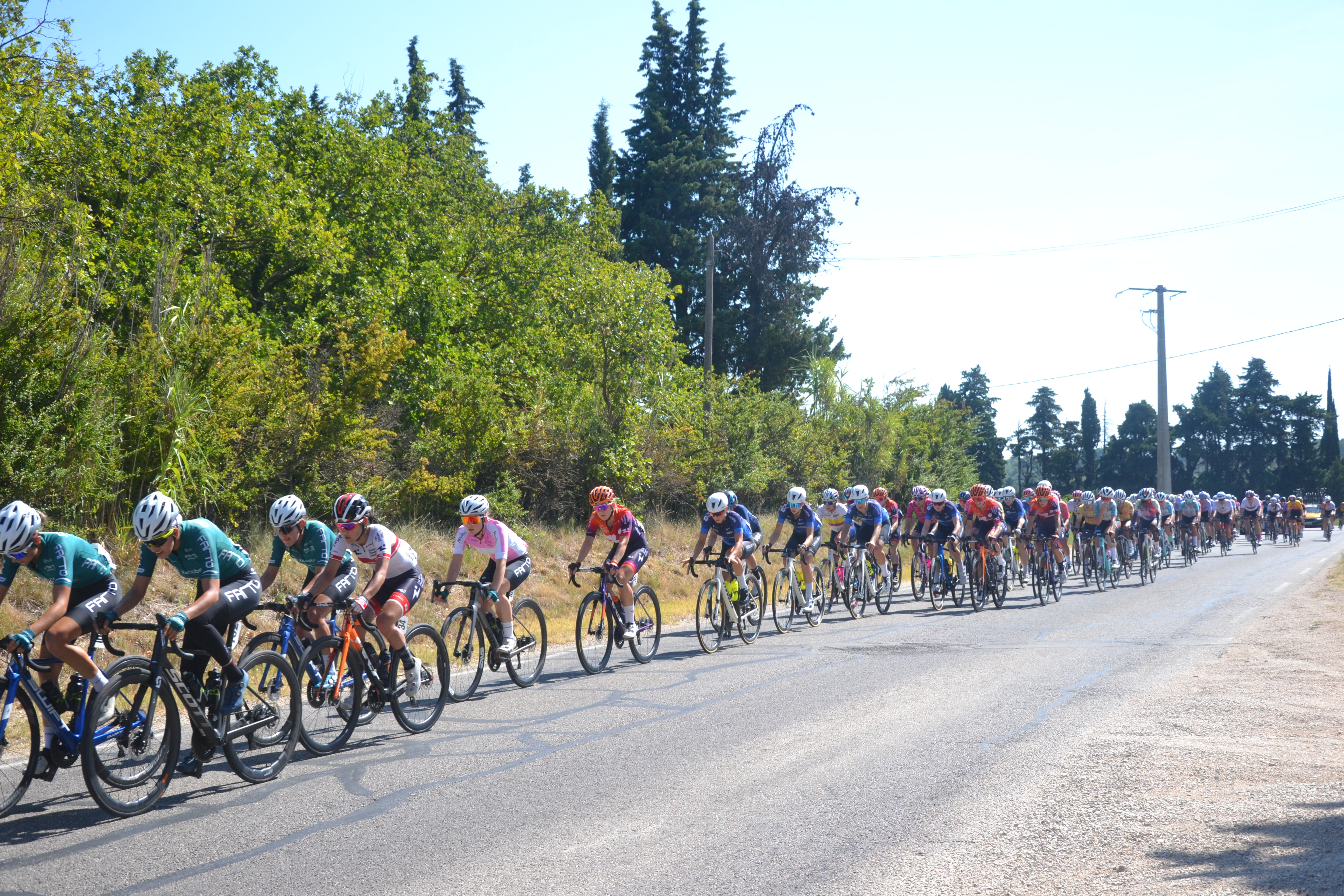
La porteuse du maillot rose Michaela Drummond derrière ses équipières.
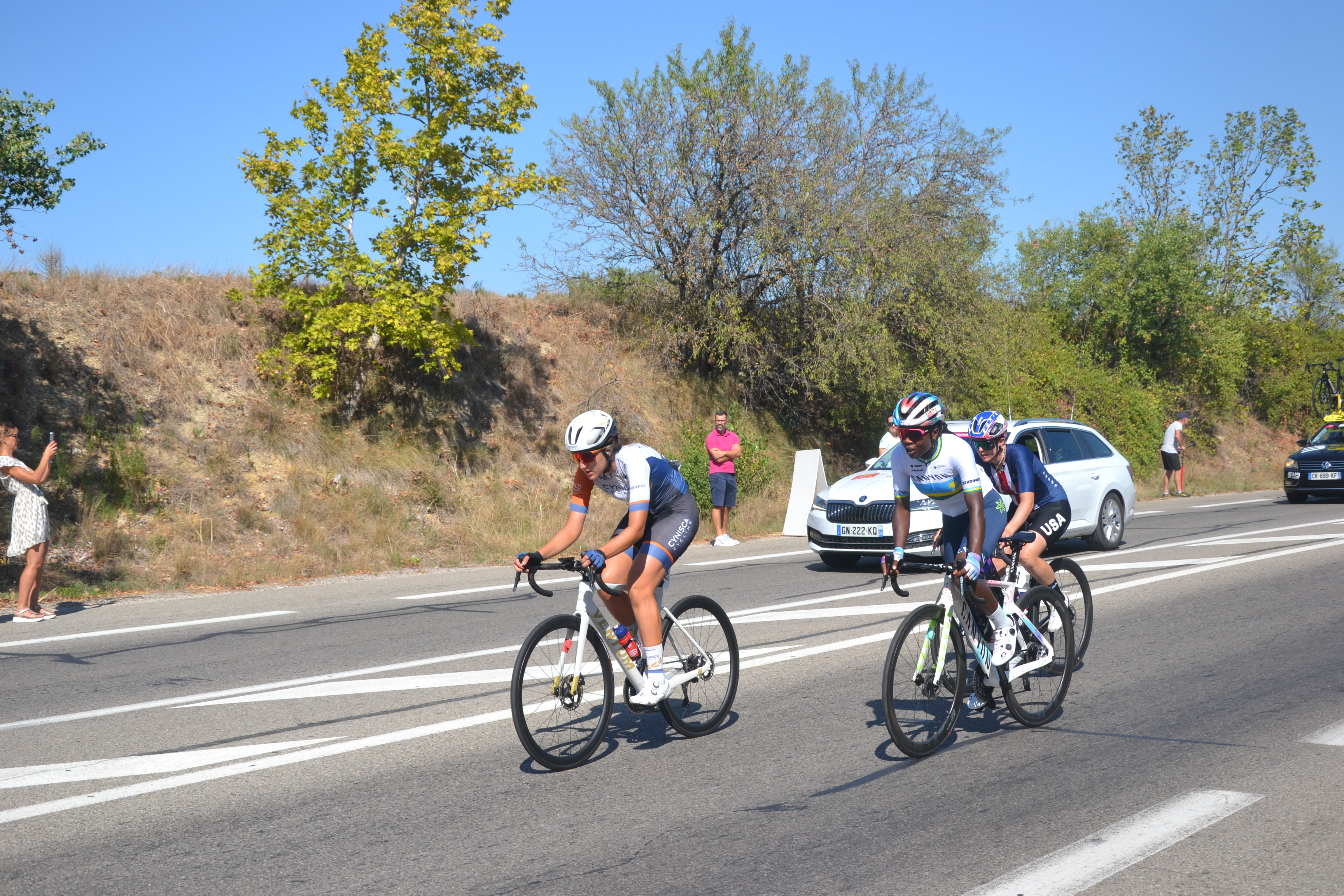
Emilie Fortin ayant rejoint seule l'échappée.

### 4eétape
Cette étape relie les villes de Saint-Rambert-d'Albon et Hauterives via un parcours de 101,6km, comportant quatre sprints et quatre ascensions inscrites au classement du grimpeur dont le col de Barbe-Bleue d'Anneyron. L'étape est remportée par Silvia Zanardi, devant Anastasiya Kolesava et Isabel Martin,.
| \| Classement de l'étape \| Classement de l'étape \| Classement de l'étape \| Classement de l'étape \| Classement de l'étape \| \| Coureur \| Coureur \| Pays \| Équipe \| Temps \| \| --------------------- \| --------------------- \| --------------------- \| --------------------------------- \| --------------------- \| \| 1re \| Silvia Zanardi \| Italie \| Bepink \| 2 h 45 min 43 s \| \| 2e \| Anastasiya Kolesava \| Bannière neutre \| Arkéa Pro Cycling Team \| + 0 s \| \| 3e \| Isabel Martin \| Espagne \| Eneicat-CMTeam-Seguros Deportivos \| + 0 s \| \| 4e \| Miryam Núñez \| Équateur \| Massi Tactic \| + 2 s \| \| 5e \| Pauline Allin \| France \| Cynisca Cycling \| + 20 s \| \| 6e \| Shayna Powless \| États-Unis \| DNA Pro Cycling \| + 20 s \| \| 7e \| Agua Marina Espínola \| Paraguay \| Canyon//SRAM Generation \| + 20 s \| \| 8e \| Laura Ruiz Pérez \| Espagne \| Eneicat-CMTeam-Seguros Deportivos \| + 1 min 47 s \| \| 9e \| Lily Williams \| États-Unis \| Human Powered Health \| + 1 min 48 s \| \| 10e \| Nadia Quagliotto \| Italie \| Laboral Kutxa-Fundación Euskadi \| + 1 min 48 s \| |                      |                 |                                   |                 |
| |                      |                 |                                   |                 |
| |                      |                 |                                   |                 |
| Classement de l'étape |                      |                 |                                   |                 |
| Coureur | Coureur              | Pays            | Équipe                            | Temps           |
| 1re | Silvia Zanardi       | Italie          | Bepink                            | 2 h 45 min 43 s |
| 2e | Anastasiya Kolesava  | Bannière neutre | Arkéa Pro Cycling Team            | + 0 s           |
| 3e | Isabel Martin        | Espagne         | Eneicat-CMTeam-Seguros Deportivos | + 0 s           |
| 4e | Miryam Núñez         | Équateur        | Massi Tactic                      | + 2 s           |
| 5e | Pauline Allin        | France          | Cynisca Cycling                   | + 20 s          |
| 6e | Shayna Powless       | États-Unis      | DNA Pro Cycling                   | + 20 s          |
| 7e | Agua Marina Espínola | Paraguay        | Canyon//SRAM Generation           | + 20 s          |
| 8e | Laura Ruiz Pérez     | Espagne         | Eneicat-CMTeam-Seguros Deportivos | + 1 min 47 s    |
| 9e | Lily Williams        | États-Unis      | Human Powered Health              | + 1 min 48 s    |
| 10e | Nadia Quagliotto     | Italie          | Laboral Kutxa-Fundación Euskadi   | + 1 min 48 s    |

| \| Classement général \| Classement général \| Classement général \| Classement général \| Classement général \| \| Coureur \| Coureur \| Pays \| Équipe \| Temps \| \| ------------------ \| -------------------- \| ------------------ \| --------------------------------- \| ------------------ \| \| 1re \| Silvia Zanardi \| Italie \| Bepink \| 10 h 58 min 29 s \| \| 2e \| Anastasiya Kolesava \| Bannière neutre \| Arkéa Pro Cycling Team \| + 0 s \| \| 3e \| Isabel Martin \| Espagne \| Eneicat-CMTeam-Seguros Deportivos \| + 0 s \| \| 4e \| Miryam Núñez \| Équateur \| Massi Tactic \| + 2 s \| \| 5e \| Shayna Powless \| États-Unis \| DNA Pro Cycling \| + 20 s \| \| 6e \| Pauline Allin \| France \| Cynisca Cycling \| + 20 s \| \| 7e \| Agua Marina Espínola \| Paraguay \| Canyon//SRAM Generation \| + 20 s \| \| 8e \| Laura Ruiz Pérez \| Espagne \| Eneicat-CMTeam-Seguros Deportivos \| + 1 min 47 s \| \| 9e \| Michaela Drummond \| Nouvelle-Zélande \| Farto-BTC \| + 1 min 48 s \| \| 10e \| Sarah Van Dam \| Canada \| DNA Pro Cycling \| + 1 min 48 s \| |                      |                  |                                   |                  |
| |                      |                  |                                   |                  |
| |                      |                  |                                   |                  |
| Classement général |                      |                  |                                   |                  |
| Coureur | Coureur              | Pays             | Équipe                            | Temps            |
| 1re | Silvia Zanardi       | Italie           | Bepink                            | 10 h 58 min 29 s |
| 2e | Anastasiya Kolesava  | Bannière neutre  | Arkéa Pro Cycling Team            | + 0 s            |
| 3e | Isabel Martin        | Espagne          | Eneicat-CMTeam-Seguros Deportivos | + 0 s            |
| 4e | Miryam Núñez         | Équateur         | Massi Tactic                      | + 2 s            |
| 5e | Shayna Powless       | États-Unis       | DNA Pro Cycling                   | + 20 s           |
| 6e | Pauline Allin        | France           | Cynisca Cycling                   | + 20 s           |
| 7e | Agua Marina Espínola | Paraguay         | Canyon//SRAM Generation           | + 20 s           |
| 8e | Laura Ruiz Pérez     | Espagne          | Eneicat-CMTeam-Seguros Deportivos | + 1 min 47 s     |
| 9e | Michaela Drummond    | Nouvelle-Zélande | Farto-BTC                         | + 1 min 48 s     |
| 10e | Sarah Van Dam        | Canada           | DNA Pro Cycling                   | + 1 min 48 s     |

### 5eétape
Le départ de cette étape se situe en Lozère sur la commune de Marvejols. Le parcours montagneux passe par le col du Cheval Mort (3e catégorie) et mène au Mont Lozère par Le Bleymard après 100,3 km de course. Quatre sprints sont répertoriés sur l'étape, ainsi que quatre côtes pour le classement de la montagne (deux de deuxième catégorie, et une de première catégorie). Après une dernière attaque à la flamme rouge, Marta Cavalli parvient à décrocher Erica Magnaldi et remporte l'étape ainsi que le maillot rose de leader du classement général et le maillot à pois,.
| \| Classement de l'étape \| Classement de l'étape \| Classement de l'étape \| Classement de l'étape \| Classement de l'étape \| \| Coureur \| Coureur \| Pays \| Équipe \| Temps \| \| --------------------- \| ----------------------- \| --------------------- \| ------------------------ \| --------------------- \| \| 1re \| Marta Cavalli \| Italie \| FDJ-Suez \| 3 h 10 min 08 s \| \| 2e \| Erica Magnaldi \| Italie \| UAE Team ADQ \| + 14 s \| \| 3e \| Olivia Baril \| Canada \| UAE Team ADQ \| + 1 min 53 s \| \| 4e \| Évita Muzic \| France \| FDJ-Suez \| + 1 min 58 s \| \| 5e \| Kristabel Doebel-Hickok \| États-Unis \| États-Unis \| + 1 min 58 s \| \| 6e \| Nina Buysman \| Pays-Bas \| Human Powered Health \| + 2 min 00 s \| \| 7e \| Loes Adegeest \| Pays-Bas \| FDJ-Suez \| + 2 min 03 s \| \| 8e \| Barbara Malcotti \| Italie \| Human Powered Health \| + 2 min 05 s \| \| 9e \| Coralie Demay \| France \| St Michel-Mavic-Auber 93 \| + 2 min 05 s \| \| 10e \| Olha Kulynych \| Ukraine \| Duolar-Chevalmeire \| + 2 min 05 s \| |                         |            |                          |                 |
| |                         |            |                          |                 |
| |                         |            |                          |                 |
| Classement de l'étape |                         |            |                          |                 |
| Coureur | Coureur                 | Pays       | Équipe                   | Temps           |
| 1re | Marta Cavalli           | Italie     | FDJ-Suez                 | 3 h 10 min 08 s |
| 2e | Erica Magnaldi          | Italie     | UAE Team ADQ             | + 14 s          |
| 3e | Olivia Baril            | Canada     | UAE Team ADQ             | + 1 min 53 s    |
| 4e | Évita Muzic             | France     | FDJ-Suez                 | + 1 min 58 s    |
| 5e | Kristabel Doebel-Hickok | États-Unis | États-Unis               | + 1 min 58 s    |
| 6e | Nina Buysman            | Pays-Bas   | Human Powered Health     | + 2 min 00 s    |
| 7e | Loes Adegeest           | Pays-Bas   | FDJ-Suez                 | + 2 min 03 s    |
| 8e | Barbara Malcotti        | Italie     | Human Powered Health     | + 2 min 05 s    |
| 9e | Coralie Demay           | France     | St Michel-Mavic-Auber 93 | + 2 min 05 s    |
| 10e | Olha Kulynych           | Ukraine    | Duolar-Chevalmeire       | + 2 min 05 s    |

| \| Classement général \| Classement général \| Classement général \| Classement général \| Classement général \| \| Coureur \| Coureur \| Pays \| Équipe \| Temps \| \| ------------------ \| ----------------------- \| ------------------ \| ----------------------- \| ------------------ \| \| 1re \| Marta Cavalli \| Italie \| FDJ-Suez \| 14 h 10 min 25 s \| \| 2e \| Erica Magnaldi \| Italie \| UAE Team ADQ \| + 14 s \| \| 3e \| Anastasiya Kolesava \| Bannière neutre \| Arkéa Pro Cycling Team \| + 17 s \| \| 4e \| Silvia Zanardi \| Italie \| Bepink \| + 1 min 31 s \| \| 5e \| Miryam Núñez \| Équateur \| Massi Tactic \| + 1 min 36 s \| \| 6e \| Olivia Baril \| Canada \| UAE Team ADQ \| + 1 min 53 s \| \| 7e \| Évita Muzic \| France \| FDJ-Suez \| + 1 min 58 s \| \| 8e \| Kristabel Doebel-Hickok \| États-Unis \| États-Unis \| + 1 min 58 s \| \| 9e \| Nina Buysman \| Pays-Bas \| Human Powered Health \| + 2 min 00 s \| \| 10e \| Agua Marina Espínola \| Paraguay \| Canyon//SRAM Generation \| + 2 min 02 s \| |                         |                 |                         |                  |
| |                         |                 |                         |                  |
| |                         |                 |                         |                  |
| Classement général |                         |                 |                         |                  |
| Coureur | Coureur                 | Pays            | Équipe                  | Temps            |
| 1re | Marta Cavalli           | Italie          | FDJ-Suez                | 14 h 10 min 25 s |
| 2e | Erica Magnaldi          | Italie          | UAE Team ADQ            | + 14 s           |
| 3e | Anastasiya Kolesava     | Bannière neutre | Arkéa Pro Cycling Team  | + 17 s           |
| 4e | Silvia Zanardi          | Italie          | Bepink                  | + 1 min 31 s     |
| 5e | Miryam Núñez            | Équateur        | Massi Tactic            | + 1 min 36 s     |
| 6e | Olivia Baril            | Canada          | UAE Team ADQ            | + 1 min 53 s     |
| 7e | Évita Muzic             | France          | FDJ-Suez                | + 1 min 58 s     |
| 8e | Kristabel Doebel-Hickok | États-Unis      | États-Unis              | + 1 min 58 s     |
| 9e | Nina Buysman            | Pays-Bas        | Human Powered Health    | + 2 min 00 s     |
| 10e | Agua Marina Espínola    | Paraguay        | Canyon//SRAM Generation | + 2 min 02 s     |

Mont Lozère, 900 mètres avant l'arrivée.
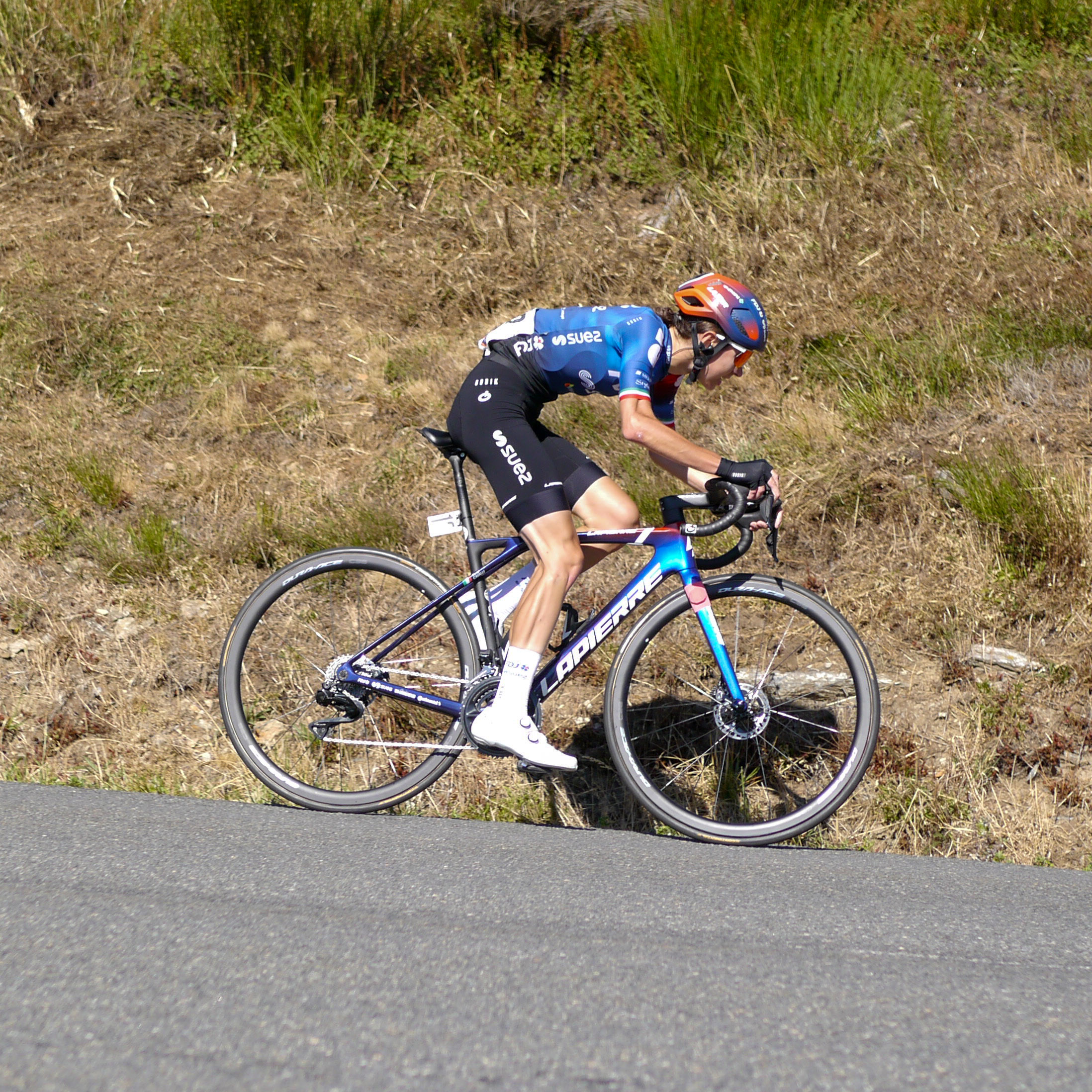
Marta Cavalli en route vers la victoire.
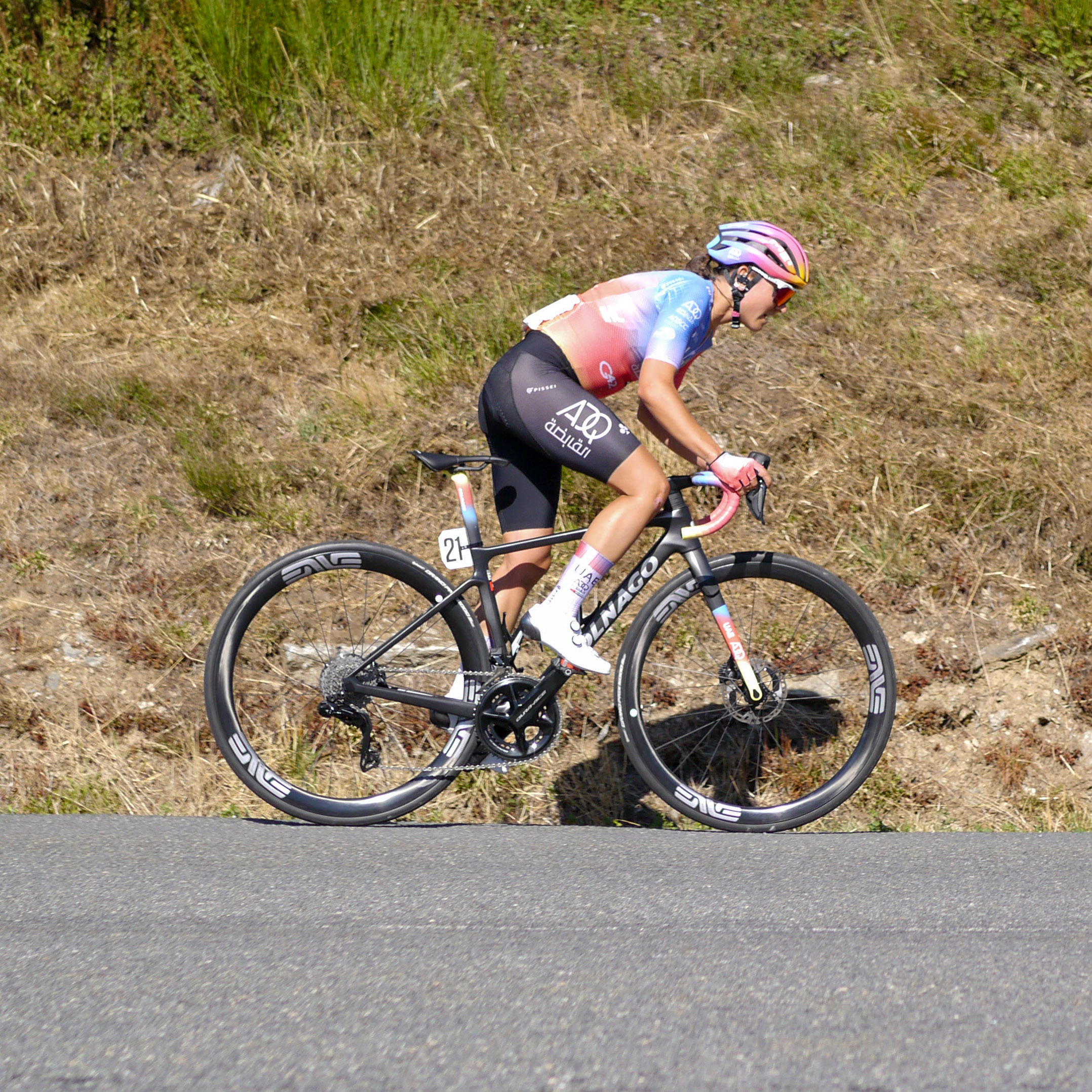
Erica Magnaldi poursuivant vigoureusement Cavalli en tête de course.

### 6eétape
La 6e étape relie Saint-Félicien à Tain-l'Hermitage sur un parcours de 125,9 km. Comme précédemment, quatre sprints et quatre côtes sont répertoriés pour les classements du maillot violet et du maillot à pois. Barbara Malcotti remporte l'étape devant Olivia Baril et Nadia Quagliotto. Marta Cavalli conserve sa première place au classement général, ainsi que son maillot à pois,.
| \| Classement de l'étape \| Classement de l'étape \| Classement de l'étape \| Classement de l'étape \| Classement de l'étape \| \| Coureur \| Coureur \| Pays \| Équipe \| Temps \| \| --------------------- \| --------------------- \| --------------------- \| ------------------------------- \| --------------------- \| \| 1re \| Barbara Malcotti \| Italie \| Human Powered Health \| 3 h 22 min 56 s \| \| 2e \| Olivia Baril \| Canada \| UAE Team ADQ \| + 28 s \| \| 3e \| Nadia Quagliotto \| Italie \| Laboral Kutxa-Fundación Euskadi \| + 28 s \| \| 4e \| Lily Williams \| États-Unis \| Human Powered Health \| + 28 s \| \| 5e \| Silvia Zanardi \| Italie \| Bepink \| + 28 s \| \| 6e \| Nina Buysman \| Pays-Bas \| Human Powered Health \| + 28 s \| \| 7e \| Évita Muzic \| France \| FDJ-Suez \| + 28 s \| \| 8e \| Michaela Drummond \| Nouvelle-Zélande \| Farto-BTC \| + 28 s \| \| 9e \| Coralie Demay \| France \| St Michel-Mavic-Auber 93 \| + 28 s \| \| 10e \| Marta Cavalli \| Italie \| FDJ-Suez \| + 28 s \| |                   |                  |                                 |                 |
| |                   |                  |                                 |                 |
| |                   |                  |                                 |                 |
| Classement de l'étape |                   |                  |                                 |                 |
| Coureur | Coureur           | Pays             | Équipe                          | Temps           |
| 1re | Barbara Malcotti  | Italie           | Human Powered Health            | 3 h 22 min 56 s |
| 2e | Olivia Baril      | Canada           | UAE Team ADQ                    | + 28 s          |
| 3e | Nadia Quagliotto  | Italie           | Laboral Kutxa-Fundación Euskadi | + 28 s          |
| 4e | Lily Williams     | États-Unis       | Human Powered Health            | + 28 s          |
| 5e | Silvia Zanardi    | Italie           | Bepink                          | + 28 s          |
| 6e | Nina Buysman      | Pays-Bas         | Human Powered Health            | + 28 s          |
| 7e | Évita Muzic       | France           | FDJ-Suez                        | + 28 s          |
| 8e | Michaela Drummond | Nouvelle-Zélande | Farto-BTC                       | + 28 s          |
| 9e | Coralie Demay     | France           | St Michel-Mavic-Auber 93        | + 28 s          |
| 10e | Marta Cavalli     | Italie           | FDJ-Suez                        | + 28 s          |

| \| Classement général \| Classement général \| Classement général \| Classement général \| Classement général \| \| Coureur \| Coureur \| Pays \| Équipe \| Temps \| \| ------------------ \| ----------------------- \| ------------------ \| ---------------------- \| ------------------ \| \| 1re \| Marta Cavalli \| Italie \| FDJ-Suez \| 17 h 33 min 49 s \| \| 2e \| Erica Magnaldi \| Italie \| UAE Team ADQ \| + 14 s \| \| 3e \| Anastasiya Kolesava \| Bannière neutre \| Arkéa Pro Cycling Team \| + 20 s \| \| 4e \| Silvia Zanardi \| Italie \| Bepink \| + 1 min 31 s \| \| 5e \| Miryam Núñez \| Équateur \| Massi Tactic \| + 1 min 45 s \| \| 6e \| Olivia Baril \| Canada \| UAE Team ADQ \| + 1 min 53 s \| \| 7e \| Barbara Malcotti \| Italie \| Human Powered Health \| + 1 min 53 s \| \| 8e \| Évita Muzic \| France \| FDJ-Suez \| + 1 min 58 s \| \| 9e \| Nina Buysman \| Pays-Bas \| Human Powered Health \| + 2 min 00 s \| \| 10e \| Kristabel Doebel-Hickok \| États-Unis \| États-Unis \| + 2 min 01 s \| |                         |                 |                        |                  |
| |                         |                 |                        |                  |
| |                         |                 |                        |                  |
| Classement général |                         |                 |                        |                  |
| Coureur | Coureur                 | Pays            | Équipe                 | Temps            |
| 1re | Marta Cavalli           | Italie          | FDJ-Suez               | 17 h 33 min 49 s |
| 2e | Erica Magnaldi          | Italie          | UAE Team ADQ           | + 14 s           |
| 3e | Anastasiya Kolesava     | Bannière neutre | Arkéa Pro Cycling Team | + 20 s           |
| 4e | Silvia Zanardi          | Italie          | Bepink                 | + 1 min 31 s     |
| 5e | Miryam Núñez            | Équateur        | Massi Tactic           | + 1 min 45 s     |
| 6e | Olivia Baril            | Canada          | UAE Team ADQ           | + 1 min 53 s     |
| 7e | Barbara Malcotti        | Italie          | Human Powered Health   | + 1 min 53 s     |
| 8e | Évita Muzic             | France          | FDJ-Suez               | + 1 min 58 s     |
| 9e | Nina Buysman            | Pays-Bas        | Human Powered Health   | + 2 min 00 s     |
| 10e | Kristabel Doebel-Hickok | États-Unis      | États-Unis             | + 2 min 01 s     |

### 7eétape
La dernière étape de la course conduit les coureuses de Beauchastel à la préfecture Privas sur 69,2 km, le plus petit parcours de cette édition. Seulement deux sprints sont répertoriés ainsi que 3 ascensions : le col du Moulin-à-Vent de Lyas, le col des Croix de Creysseilles, et col de la Fayolle. Après le départ de la course, une première échappée est entreprise par Valantine Nzayisenga qui se fera reprendre, suivie par une deuxième de la part de la slovène Urša Pintar. Elle sera reprise peu avant la fin du premier grand prix de la montagne à la suite du contrôle total du peloton par la FDJ-Suez. Toujours en contrôle au passage du deuxième GPM, Loes Adegeest passe en tête suivie par Cavalli, Wiel et Muzic. La départementale 244, route étroite et technique menant les coureuses à Saint-Julien-du-Gua depuis le premier GPM de la commune de Lyas, étire le peloton et de nombreuses coureuses se font distancer avant le col de la Fayolle. Le podium de l'étape se dessine au passage de ce col, avec un passage de Cavalli en tête, suivie par Magnaldi et Baril.
| \| Classement de l'étape \| Classement de l'étape \| Classement de l'étape \| Classement de l'étape \| Classement de l'étape \| \| Coureur \| Coureur \| Pays \| Équipe \| Temps \| \| --------------------- \| --------------------- \| --------------------- \| ------------------------ \| --------------------- \| \| 1re \| Olivia Baril \| Canada \| UAE Team ADQ \| 2 h 00 min 10 s \| \| 2e \| Erica Magnaldi \| Italie \| UAE Team ADQ \| + 0 s \| \| 3e \| Marta Cavalli \| Italie \| FDJ-Suez \| + 0 s \| \| 4e \| Loes Adegeest \| Pays-Bas \| FDJ-Suez \| + 3 s \| \| 5e \| Évita Muzic \| France \| FDJ-Suez \| + 10 s \| \| 6e \| Nina Buysman \| Pays-Bas \| Human Powered Health \| + 17 s \| \| 7e \| Alena Ivanchenko \| Bannière neutre \| UAE Team ADQ \| + 25 s \| \| 8e \| Coralie Demay \| France \| St Michel-Mavic-Auber 93 \| + 36 s \| \| 9e \| Barbara Malcotti \| Italie \| Human Powered Health \| + 36 s \| \| 10e \| Victorie Guilman \| France \| FDJ-Suez \| + 1 min 18 s \| |                  |                 |                          |                 |
| |                  |                 |                          |                 |
| |                  |                 |                          |                 |
| Classement de l'étape |                  |                 |                          |                 |
| Coureur | Coureur          | Pays            | Équipe                   | Temps           |
| 1re | Olivia Baril     | Canada          | UAE Team ADQ             | 2 h 00 min 10 s |
| 2e | Erica Magnaldi   | Italie          | UAE Team ADQ             | + 0 s           |
| 3e | Marta Cavalli    | Italie          | FDJ-Suez                 | + 0 s           |
| 4e | Loes Adegeest    | Pays-Bas        | FDJ-Suez                 | + 3 s           |
| 5e | Évita Muzic      | France          | FDJ-Suez                 | + 10 s          |
| 6e | Nina Buysman     | Pays-Bas        | Human Powered Health     | + 17 s          |
| 7e | Alena Ivanchenko | Bannière neutre | UAE Team ADQ             | + 25 s          |
| 8e | Coralie Demay    | France          | St Michel-Mavic-Auber 93 | + 36 s          |
| 9e | Barbara Malcotti | Italie          | Human Powered Health     | + 36 s          |
| 10e | Victorie Guilman | France          | FDJ-Suez                 | + 1 min 18 s    |

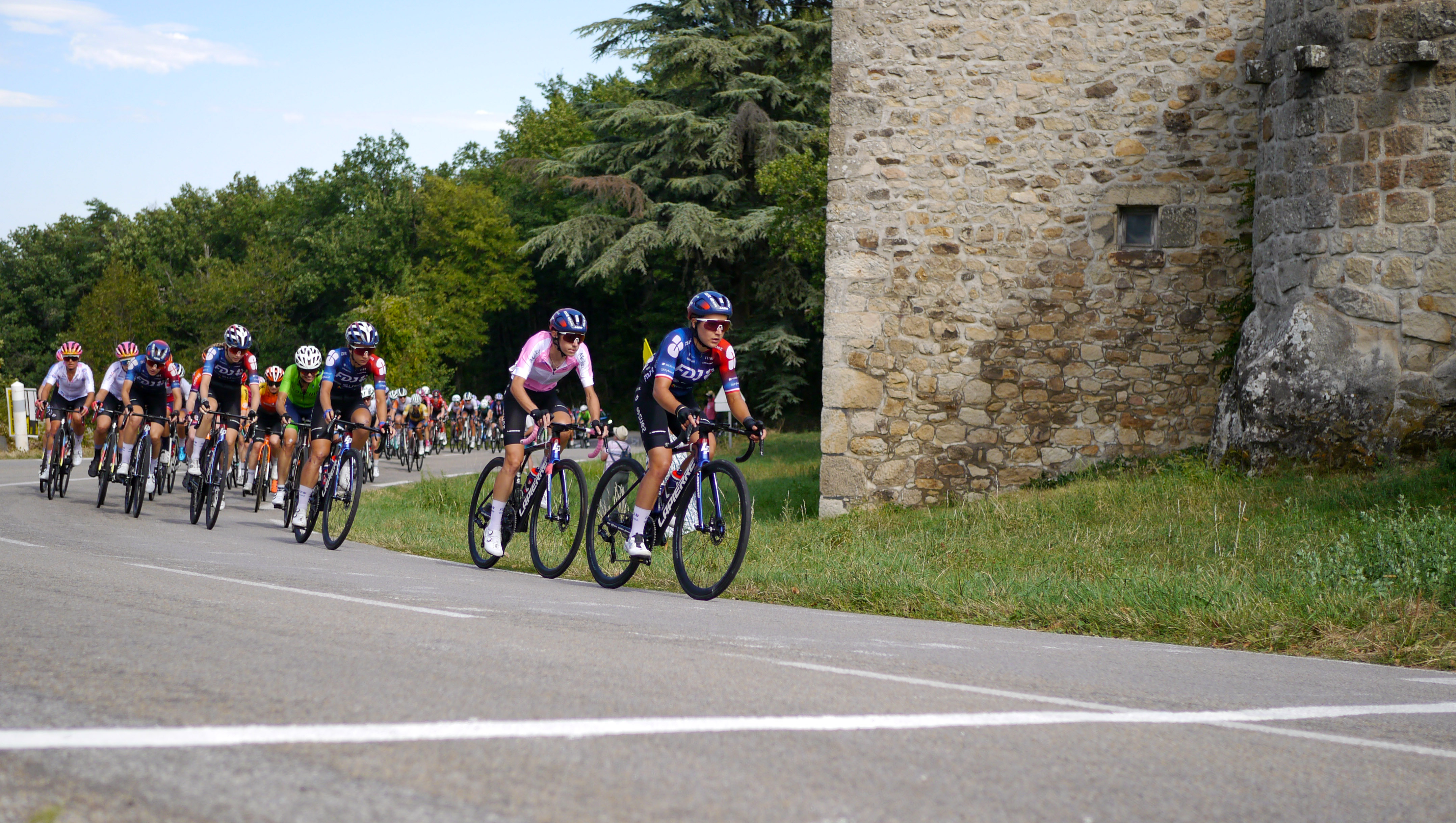
L'équipe FDJ-Suez contrôle le peloton, Jade Wiel passe en tête au col du Moulin-à-vent, suivie par Cavalli. Urša Pintar avec le maillot vert au milieu de l'équipe.
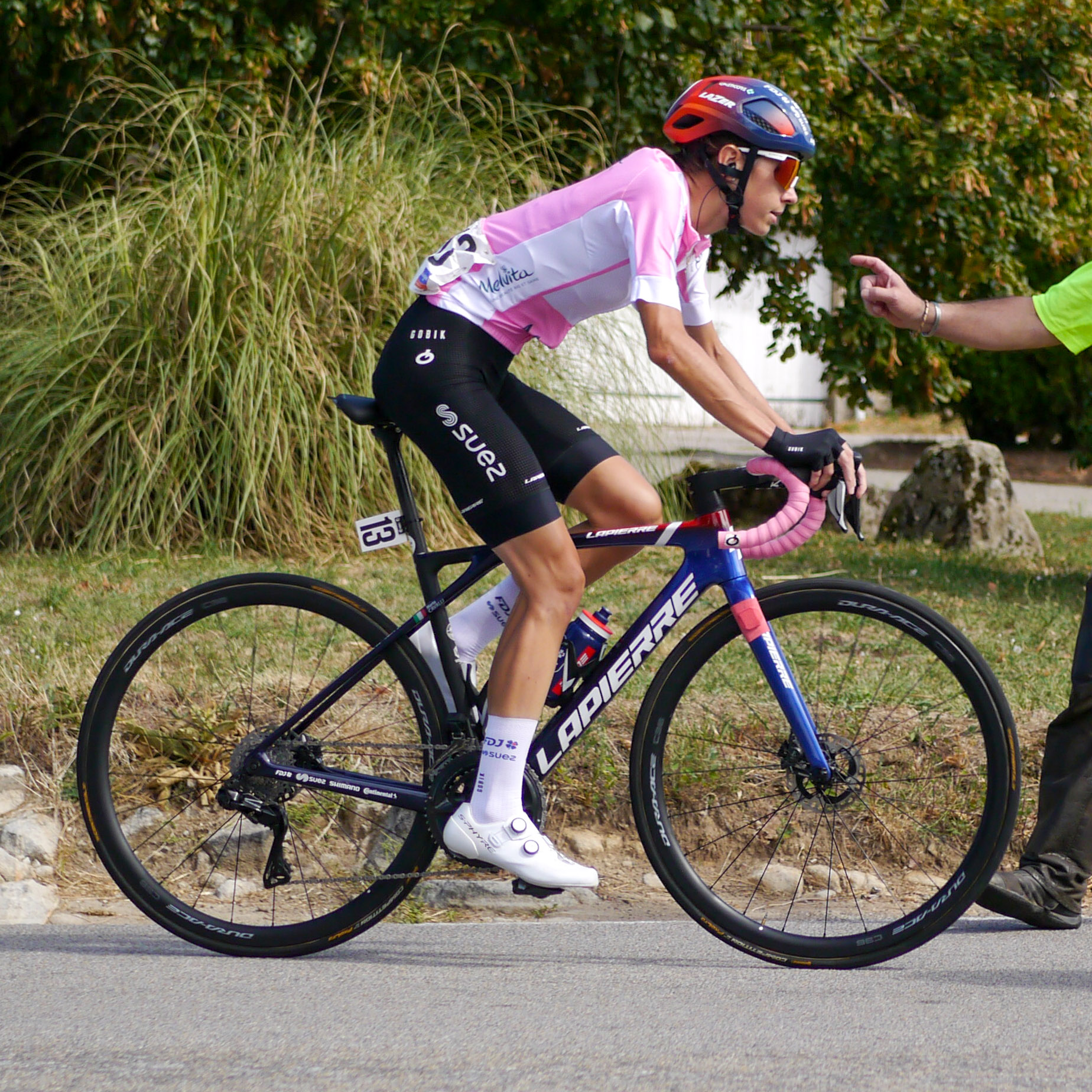
Guidoline rose assortie au maillot de leader pour Marta Cavalli.
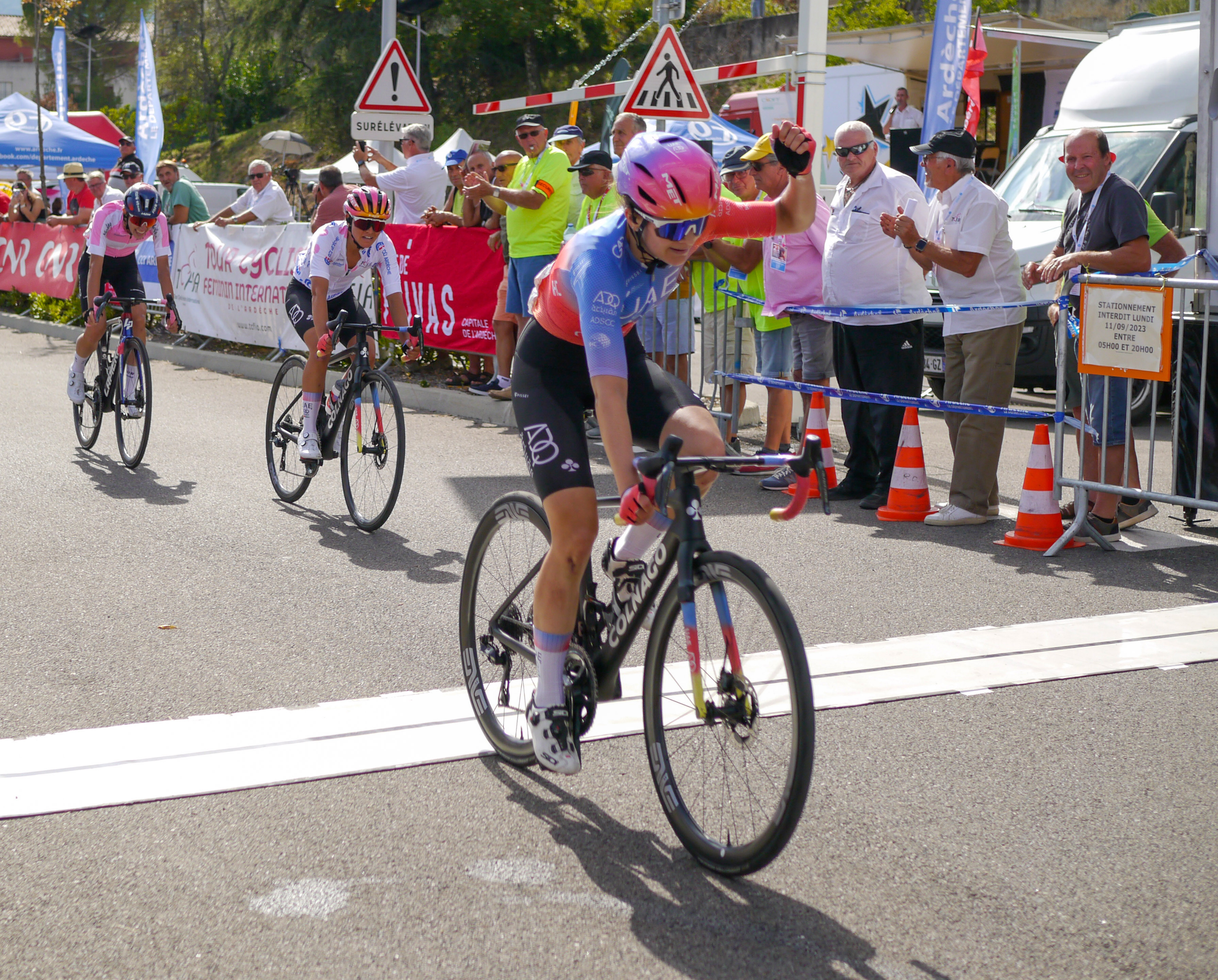
Olivia Baril passe la ligne et remporte l'étape, suivie par Magnaldi et Cavalli.

#### Classement de la meilleure équipe

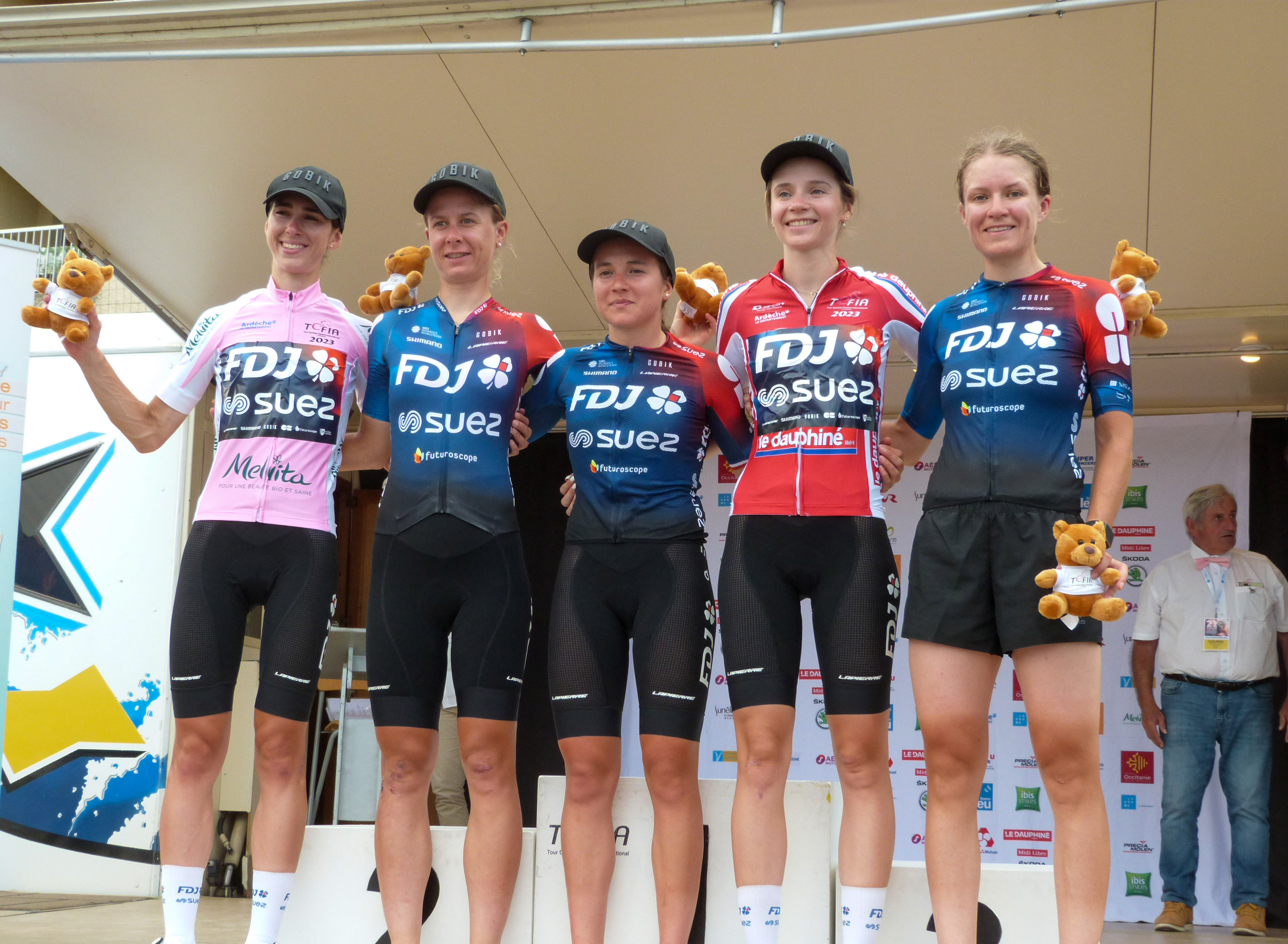
L'équipe FDJ-Suez vainqueur du classement.

## Classements finals

### Classement général final

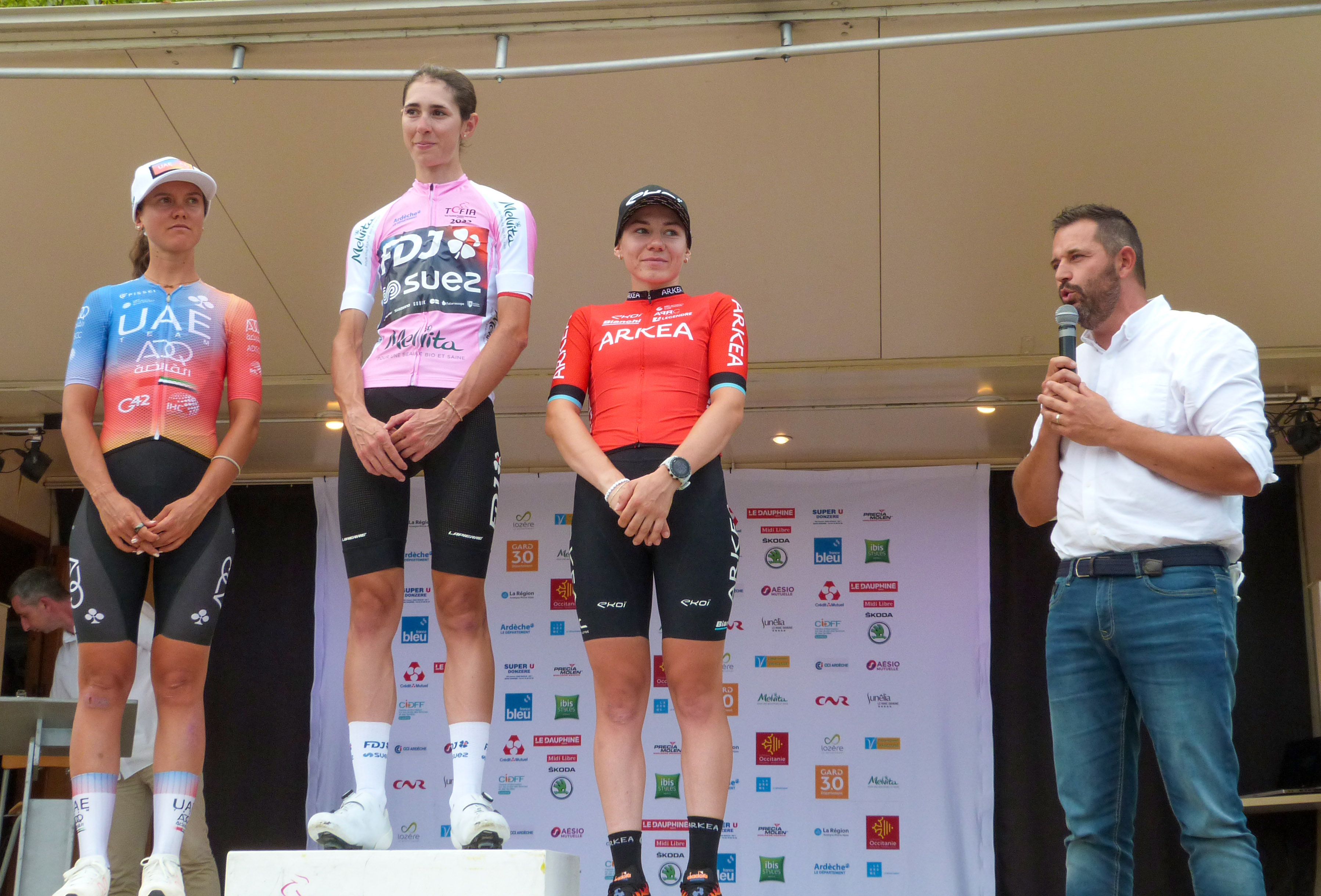
Podium final et discours du président du conseil départemental Olivier Amrane.

| \| Classement général \| Classement général \| Classement général \| Classement général \| Classement général \| \| Coureuse \| Coureuse \| Pays \| Équipe \| Temps \| \| ------------------ \| ------------------- \| ------------------ \| ------------------------ \| ------------------ \| \| 1re \| Marta Cavalli \| Italie \| FDJ-Suez \| 19 h 33 min 59 s \| \| 2e \| Erica Magnaldi \| Italie \| UAE Team ADQ \| + 14 s \| \| 3e \| Anastasiya Kolesava \| Bannière neutre \| Arkéa Pro Cycling Team \| + 1 min 38 s \| \| 4e \| Olivia Baril \| Canada \| UAE Team ADQ \| + 1 min 53 s \| \| 5e \| Évita Muzic \| France \| FDJ-Suez \| + 2 min 08 s \| \| 6e \| Nina Buysman \| Pays-Bas \| Human Powered Health \| + 2 min 17 s \| \| 7e \| Barbara Malcotti \| Italie \| Human Powered Health \| + 2 min 29 s \| \| 8e \| Coralie Demay \| France \| St Michel-Mavic-Auber 93 \| + 2 min 41 s \| \| 9e \| Alena Ivanchenko \| Bannière neutre \| UAE Team ADQ \| + 2 min 45 s \| \| 10e \| Silvia Zanardi \| Italie \| Bepink \| + 2 min 49 s \| |                     |                 |                          |                  |
| |                     |                 |                          |                  |
| |                     |                 |                          |                  |
| Classement général |                     |                 |                          |                  |
| Coureuse | Coureuse            | Pays            | Équipe                   | Temps            |
| 1re | Marta Cavalli       | Italie          | FDJ-Suez                 | 19 h 33 min 59 s |
| 2e | Erica Magnaldi      | Italie          | UAE Team ADQ             | + 14 s           |
| 3e | Anastasiya Kolesava | Bannière neutre | Arkéa Pro Cycling Team   | + 1 min 38 s     |
| 4e | Olivia Baril        | Canada          | UAE Team ADQ             | + 1 min 53 s     |
| 5e | Évita Muzic         | France          | FDJ-Suez                 | + 2 min 08 s     |
| 6e | Nina Buysman        | Pays-Bas        | Human Powered Health     | + 2 min 17 s     |
| 7e | Barbara Malcotti    | Italie          | Human Powered Health     | + 2 min 29 s     |
| 8e | Coralie Demay       | France          | St Michel-Mavic-Auber 93 | + 2 min 41 s     |
| 9e | Alena Ivanchenko    | Bannière neutre | UAE Team ADQ             | + 2 min 45 s     |
| 10e | Silvia Zanardi      | Italie          | Bepink                   | + 2 min 49 s     |

### Points UCI
| Position           | 1er | 2e | 3e | 4e | 5e | 6e | 7e | 8e | 9e | 10e | 11e | 12e | 13e à 15e | 16e à 25e |
| Classement général | 125 | 85 | 70 | 60 | 50 | 40 | 35 | 30 | 25 | 20  | 15  | 10  | 5         | 3         |
| Par étape          | 16  | 12 | 8  | 6  | 5  | 4  | 3  | 2  |    |     |     |     |           |           |
| Leader, par étape  | 3   |    |    |    |    |    |    |    |    |     |     |     |           |           |

### Classements annexes
| Classement par points | Classement par points | Classement par points | Classement par points           | Classement par points |
| Coureuse              | Coureuse              | Pays                  | Équipe                          | Points                |
| --------------------- | --------------------- | --------------------- | ------------------------------- | --------------------- |
| 1re                   | Silvia Zanardi        | Italie                | Bepink                          | 41 pts                |
| 2e                    | Olivia Baril          | Canada                | UAE Team ADQ                    | 33 pts                |
| 3e                    | Michaela Drummond     | Nouvelle-Zélande      | Farto-BTC                       | 31 pts                |
| 4e                    | Daria Pikulik         | Pologne               | Human Powered Health            | 30 pts                |
| 5e                    | Marta Cavalli         | Italie                | FDJ-Suez                        | 24 pts                |
| 6e                    | Nadia Quagliotto      | Italie                | Laboral Kutxa-Fundación Euskadi | 22 pts                |
| 7e                    | Barbara Malcotti      | Italie                | Human Powered Health            | 20 pts                |
| 8e                    | Erica Magnaldi        | Italie                | UAE Team ADQ                    | 20 pts                |
| 9e                    | Sarah Van Dam         | Canada                | DNA Pro Cycling                 | 18 pts                |
| 10e                   | Évita Muzic           | France                | FDJ-Suez                        | 17 pts                |

| Classement par points | Classement par points | Classement par points | Classement par points           | Classement par points |
| Coureuse              | Coureuse              | Pays                  | Équipe                          | Points                |
| --------------------- | --------------------- | --------------------- | ------------------------------- | --------------------- |
| 1re                   | Silvia Zanardi        | Italie                | Bepink                          | 41 pts                |
| 2e                    | Olivia Baril          | Canada                | UAE Team ADQ                    | 33 pts                |
| 3e                    | Michaela Drummond     | Nouvelle-Zélande      | Farto-BTC                       | 31 pts                |
| 4e                    | Daria Pikulik         | Pologne               | Human Powered Health            | 30 pts                |
| 5e                    | Marta Cavalli         | Italie                | FDJ-Suez                        | 24 pts                |
| 6e                    | Nadia Quagliotto      | Italie                | Laboral Kutxa-Fundación Euskadi | 22 pts                |
| 7e                    | Barbara Malcotti      | Italie                | Human Powered Health            | 20 pts                |
| 8e                    | Erica Magnaldi        | Italie                | UAE Team ADQ                    | 20 pts                |
| 9e                    | Sarah Van Dam         | Canada                | DNA Pro Cycling                 | 18 pts                |
| 10e                   | Évita Muzic           | France                | FDJ-Suez                        | 17 pts                |

| Classement de la montagne | Classement de la montagne | Classement de la montagne | Classement de la montagne | Classement de la montagne |
| Coureuse                  | Coureuse                  | Pays                      | Équipe                    | Points                    |
| ------------------------- | ------------------------- | ------------------------- | ------------------------- | ------------------------- |
| 1re                       | Marta Cavalli             | Italie                    | FDJ-Suez                  | 47 pts                    |
| 2e                        | Erica Magnaldi            | Italie                    | UAE Team ADQ              | 26 pts                    |
| 3e                        | Loes Adegeest             | Pays-Bas                  | FDJ-Suez                  | 18 pts                    |
| 4e                        | Olivia Baril              | Canada                    | UAE Team ADQ              | 16 pts                    |
| 5e                        | Jade Wiel                 | France                    | FDJ-Suez                  | 11 pts                    |
| 6e                        | Maaike Coljé              | Pays-Bas                  | Arkéa Pro Cycling Team    | 9 pts                     |
| 7e                        | Évita Muzic               | France                    | FDJ-Suez                  | 9 pts                     |
| 8e                        | Miryam Núñez              | Équateur                  | Massi Tactic              | 7 pts                     |
| 9e                        | Barbara Malcotti          | Italie                    | Human Powered Health      | 7 pts                     |
| 10e                       | Natalie Quinn             | États-Unis                | États-Unis                | 6 pts                     |

| Classement de la montagne | Classement de la montagne | Classement de la montagne | Classement de la montagne | Classement de la montagne |
| Coureuse                  | Coureuse                  | Pays                      | Équipe                    | Points                    |
| ------------------------- | ------------------------- | ------------------------- | ------------------------- | ------------------------- |
| 1re                       | Marta Cavalli             | Italie                    | FDJ-Suez                  | 47 pts                    |
| 2e                        | Erica Magnaldi            | Italie                    | UAE Team ADQ              | 26 pts                    |
| 3e                        | Loes Adegeest             | Pays-Bas                  | FDJ-Suez                  | 18 pts                    |
| 4e                        | Olivia Baril              | Canada                    | UAE Team ADQ              | 16 pts                    |
| 5e                        | Jade Wiel                 | France                    | FDJ-Suez                  | 11 pts                    |
| 6e                        | Maaike Coljé              | Pays-Bas                  | Arkéa Pro Cycling Team    | 9 pts                     |
| 7e                        | Évita Muzic               | France                    | FDJ-Suez                  | 9 pts                     |
| 8e                        | Miryam Núñez              | Équateur                  | Massi Tactic              | 7 pts                     |
| 9e                        | Barbara Malcotti          | Italie                    | Human Powered Health      | 7 pts                     |
| 10e                       | Natalie Quinn             | États-Unis                | États-Unis                | 6 pts                     |

| Classement du meilleur jeune | Classement du meilleur jeune | Classement du meilleur jeune | Classement du meilleur jeune      | Classement du meilleur jeune |
| Coureuse                     | Coureuse                     | Pays                         | Équipe                            | Temps                        |
| ---------------------------- | ---------------------------- | ---------------------------- | --------------------------------- | ---------------------------- |
| 1re                          | Alena Ivanchenko             | Bannière neutre              | UAE Team ADQ                      | 19 h 36 min 44 s             |
| 2e                           | Camille Fahy                 | France                       | St Michel-Mavic-Auber 93          | + 1 min 29 s                 |
| 3e                           | Marine Allione               | France                       | Stade Rochelais Charente-Maritime | + 3 min 34 s                 |
| 4e                           | Lucia Ruiz Pérez             | Espagne                      | Eneicat-CMTeam-Seguros Deportivos | + 4 min 18 s                 |
| 5e                           | Laura Ruiz Pérez             | Espagne                      | Eneicat-CMTeam-Seguros Deportivos | + 5 min 17 s                 |
| 6e                           | Sarah Van Dam                | Canada                       | DNA Pro Cycling                   | + 5 min 48 s                 |
| 7e                           | Federica Piergiovanni        | Italie                       | UAE Team ADQ                      | + 6 min 12 s                 |
| 8e                           | Adèle Normand                | Canada                       | Massi Tactic                      | + 20 min 55 s                |
| 9e                           | Andrea Casagranda            | Italie                       | Bepink                            | + 22 min 20 s                |
| 10e                          | Daniela Schmidsberger        | Autriche                     | Canyon//SRAM Generation           | + 24 min 06 s                |

| Classement du meilleur jeune | Classement du meilleur jeune | Classement du meilleur jeune | Classement du meilleur jeune      | Classement du meilleur jeune |
| Coureuse                     | Coureuse                     | Pays                         | Équipe                            | Temps                        |
| ---------------------------- | ---------------------------- | ---------------------------- | --------------------------------- | ---------------------------- |
| 1re                          | Alena Ivanchenko             | Bannière neutre              | UAE Team ADQ                      | 19 h 36 min 44 s             |
| 2e                           | Camille Fahy                 | France                       | St Michel-Mavic-Auber 93          | + 1 min 29 s                 |
| 3e                           | Marine Allione               | France                       | Stade Rochelais Charente-Maritime | + 3 min 34 s                 |
| 4e                           | Lucia Ruiz Pérez             | Espagne                      | Eneicat-CMTeam-Seguros Deportivos | + 4 min 18 s                 |
| 5e                           | Laura Ruiz Pérez             | Espagne                      | Eneicat-CMTeam-Seguros Deportivos | + 5 min 17 s                 |
| 6e                           | Sarah Van Dam                | Canada                       | DNA Pro Cycling                   | + 5 min 48 s                 |
| 7e                           | Federica Piergiovanni        | Italie                       | UAE Team ADQ                      | + 6 min 12 s                 |
| 8e                           | Adèle Normand                | Canada                       | Massi Tactic                      | + 20 min 55 s                |
| 9e                           | Andrea Casagranda            | Italie                       | Bepink                            | + 22 min 20 s                |
| 10e                          | Daniela Schmidsberger        | Autriche                     | Canyon//SRAM Generation           | + 24 min 06 s                |

| Classement des sprints | Classement des sprints | Classement des sprints | Classement des sprints            | Classement des sprints |
| Coureuse               | Coureuse               | Pays                   | Équipe                            | Points                 |
| ---------------------- | ---------------------- | ---------------------- | --------------------------------- | ---------------------- |
| 1re                    | Silvia Zanardi         | Italie                 | Bepink                            | 56 pts                 |
| 2e                     | Lara Gillespie         | Irlande                | UAE Team ADQ                      | 46 pts                 |
| 3e                     | Giorgia Vettorello     | Italie                 | Bepink                            | 19 pts                 |
| 4e                     | Natalie Quinn          | États-Unis             | États-Unis                        | 13 pts                 |
| 5e                     | Diane Ingabire         | Rwanda                 | Canyon//SRAM Generation           | 8 pts                  |
| 6e                     | Olivia Baril           | Canada                 | UAE Team ADQ                      | 7 pts                  |
| 7e                     | Isabel Martin          | Espagne                | Eneicat-CMTeam-Seguros Deportivos | 7 pts                  |
| 8e                     | Loes Adegeest          | Pays-Bas               | FDJ-Suez                          | 6 pts                  |
| 9e                     | Barbara Malcotti       | Italie                 | Human Powered Health              | 5 pts                  |
| 10e                    | Usoa Ostolaza          | Espagne                | Laboral Kutxa-Fundación Euskadi   | 5 pts                  |

| Classement des sprints | Classement des sprints | Classement des sprints | Classement des sprints            | Classement des sprints |
| Coureuse               | Coureuse               | Pays                   | Équipe                            | Points                 |
| ---------------------- | ---------------------- | ---------------------- | --------------------------------- | ---------------------- |
| 1re                    | Silvia Zanardi         | Italie                 | Bepink                            | 56 pts                 |
| 2e                     | Lara Gillespie         | Irlande                | UAE Team ADQ                      | 46 pts                 |
| 3e                     | Giorgia Vettorello     | Italie                 | Bepink                            | 19 pts                 |
| 4e                     | Natalie Quinn          | États-Unis             | États-Unis                        | 13 pts                 |
| 5e                     | Diane Ingabire         | Rwanda                 | Canyon//SRAM Generation           | 8 pts                  |
| 6e                     | Olivia Baril           | Canada                 | UAE Team ADQ                      | 7 pts                  |
| 7e                     | Isabel Martin          | Espagne                | Eneicat-CMTeam-Seguros Deportivos | 7 pts                  |
| 8e                     | Loes Adegeest          | Pays-Bas               | FDJ-Suez                          | 6 pts                  |
| 9e                     | Barbara Malcotti       | Italie                 | Human Powered Health              | 5 pts                  |
| 10e                    | Usoa Ostolaza          | Espagne                | Laboral Kutxa-Fundación Euskadi   | 5 pts                  |

| Classement par équipes | Classement par équipes            | Classement par équipes | Classement par équipes |
| Équipe                 | Équipe                            | Pays                   | Temps                  |
| ---------------------- | --------------------------------- | ---------------------- | ---------------------- |
| 1re                    | FDJ-Suez                          | France                 | 58 h 46 min 48 s       |
| 2e                     | UAE Team ADQ                      | Émirats arabes unis    | + 1 s                  |
| 3e                     | Laboral Kutxa-Fundacion Euskadi   | Espagne                | + 13 min 02 s          |
| 4e                     | Human Powered Health              | États-Unis             | + 15 min 57 s          |
| 5e                     | Eneicat-Cmteam-Seguros Deportivos | Espagne                | + 21 min 25 s          |

| Classement par équipes | Classement par équipes            | Classement par équipes | Classement par équipes |
| Équipe                 | Équipe                            | Pays                   | Temps                  |
| ---------------------- | --------------------------------- | ---------------------- | ---------------------- |
| 1re                    | FDJ-Suez                          | France                 | 58 h 46 min 48 s       |
| 2e                     | UAE Team ADQ                      | Émirats arabes unis    | + 1 s                  |
| 3e                     | Laboral Kutxa-Fundacion Euskadi   | Espagne                | + 13 min 02 s          |
| 4e                     | Human Powered Health              | États-Unis             | + 15 min 57 s          |
| 5e                     | Eneicat-Cmteam-Seguros Deportivos | Espagne                | + 21 min 25 s          |

## Évolution des classements
| Étape              |                    | Vainqueur _       | Classement général | Classement par points | Meilleure grimpeuse | Meilleure sprinteuse | Meilleure jeune  | Meilleure équipe _                |
| ------------------ | ------------------ | ----------------- | ------------------ | --------------------- | ------------------- | -------------------- | ---------------- | --------------------------------- |
| 1re étape          | étape vallonnée    | Daria Pikulik     | Daria Pikulik      | Daria Pikulik         | Maëlle Grossetête   | Giorgia Vettorello   | Lucia Ruiz Pérez | Bepink                            |
| 2e étape           | étape vallonnée    | Michaela Drummond | Michaela Drummond  | Michaela Drummond     | Maëlle Grossetête   | Silvia Zanardi       | Lucia Ruiz Pérez | Bepink                            |
| 3e étape           | étape de plaine    | Daria Pikulik     | Michaela Drummond  | Daria Pikulik         | Évita Muzic         | Silvia Zanardi       | Sarah Van Dam    | Bepink                            |
| 4e étape           | étape vallonnée    | Silvia Zanardi    | Silvia Zanardi     | Silvia Zanardi        | Miryam Núñez        | Silvia Zanardi       | Laura Ruiz Pérez | Eneicat-Cmteam-Seguros Deportivos |
| 5e étape           | étape de montagne  | Marta Cavalli     | Marta Cavalli      | Silvia Zanardi        | Marta Cavalli       | Silvia Zanardi       | Alena Ivanchenko | FDJ-Suez                          |
| 6e étape           | étape vallonnée    | Barbara Malcotti  | Marta Cavalli      | Silvia Zanardi        | Marta Cavalli       | Silvia Zanardi       | Alena Ivanchenko | UAE Team ADQ                      |
| 7e étape           | étape vallonnée    | Olivia Baril      | Marta Cavalli      | Silvia Zanardi        | Marta Cavalli       | Silvia Zanardi       | Alena Ivanchenko | FDJ-Suez                          |
| Classements finals | Classements finals |                   | Marta Cavalli      | Silvia Zanardi        | Marta Cavalli       | Silvia Zanardi       | Alena Ivanchenko | FDJ-Suez                          |

## Liste des participantes
| Légende                                | Légende                                                                                              | Légende                          | Légende |
| -------------------------------------- | --- | -------------------------------- | --- |
| Num                                    | Dossard de départ porté par la coureuse sur ce Tour cycliste féminin international de l'Ardèche      | Pos                              | Position finale au classement général                                                                           |
| Leader du classement général           | Indique la vainqueur du classement général                                                           | Leader du classement par points  | Indique la vainqueur du classement par points                                                                   |
| Leader du classement de la montagne    | Indique la vainqueur du classement de la montagne                                                    | Leader du classement des sprints | Indique la vainqueur du classement des sprints                                                                  |
| Leader du classement du meilleur jeune | Indique la vainqueur du classement de la meilleure jeune                                             |                                  | Indique un maillot de champion national ou mondial, suivi de sa spécialité                                      |
| #                                      | Indique la meilleure équipe                                                                          | NP                               | Indique une coureuse qui n'a pas pris le départ d'une étape, suivi du numéro de l'étape où elle s'est retirée   |
| AB                                     | Indique une coureuse qui n'a pas terminé une étape, suivi du numéro de l'étape où elle s'est retirée | HD                               | Indique un coureuse qui a terminé une étape hors des délais, suivi du numéro de l'étape                         |
| DSQ                                    | Indique un coureur qui a été disqualifié de la course, suivi du numéro de l'étape                    | *                                | Indique un coureuse en lice pour le classement de la meilleure jeune (coureuses nées après le 1er janvier 1997) |

| Canyon//SRAM Generation CSG | Canyon//SRAM Generation CSG | Canyon//SRAM Generation CSG |
| --------------------------- | --------------------------- | --------------------------- |
| Num                         | Coureuse                    | Pos                         |
| 1                           | Diane Ingabire (RWA)        | 83e                         |
| 2                           | Agua Marina Espínola (PAR)  | 13e                         |
| 3                           | Valantine Nzayisenga (RWA)  | 80e                         |
| 4                           | Llori Sharpe                | 69e                         |
| 5                           | Alex Morrice (GBR)          | 33e                         |
| 6                           | Daniela Schmidsberger (AUT) | 46e                         |

| FDJ-Suez FST | FDJ-Suez FST            | FDJ-Suez FST |
| ------------ | ----------------------- | ------------ |
| Num          | Coureuse                | Pos          |
| 11           | Évita Muzic (FRA)       | 5e           |
| 12           | Loes Adegeest (NED)     | 16e          |
| 13           | Marta Cavalli (ITA)     | 1re          |
| 14           | Jade Wiel (FRA)         | 32e          |
| 15           | Maëlle Grossetête (FRA) | NP-3         |
| 16           | Victorie Guilman (FRA)  | 19e          |

| UAE Team ADQ UAD | UAE Team ADQ UAD            | UAE Team ADQ UAD |
| ---------------- | --------------------------- | ---------------- |
| Num              | Coureuse                    | Pos              |
| 21               | Erica Magnaldi (ITA)        | 2e               |
| 22               | Olivia Baril (CAN)          | 4e               |
| 23               | Federica Piergiovanni (ITA) | 29e              |
| 24               | Lara Gillespie (IRL)        | 50e              |
| 26               | Alena Ivanchenko (RUS)      | 9e               |

| Human Powered Health HPW | Human Powered Health HPW | Human Powered Health HPW |
| ------------------------ | ------------------------ | ------------------------ |
| Num                      | Coureuse                 | Pos                      |
| 31                       | Daria Pikulik (POL)      | 65e                      |
| 32                       | Nina Buysman (NED)       | 6e                       |
| 33                       | Lily Williams (USA)      | 37e                      |
| 34                       | Eri Yonamine (JPN)       | 53e                      |
| 35                       | Barbara Malcotti (ITA)   | 7e                       |
| 36                       | Marit Raaijmakers (NED)  | AB-5                     |

| St Michel-Mavic-Auber 93 AUB | St Michel-Mavic-Auber 93 AUB | St Michel-Mavic-Auber 93 AUB |
| ---------------------------- | ---------------------------- | ---------------------------- |
| Num                          | Coureuse                     | Pos                          |
| 41                           | Coralie Demay (FRA)          | 8e                           |
| 42                           | Dilyxine Miermont (FRA)      | NP-3                         |
| 43                           | Camille Fahy (FRA)           | 14e                          |
| 44                           | Margot Pompanon (FRA)        | NP-3                         |
| 46                           | Marion Bunel (FRA)           | AB-1                         |

| Laboral Kutxa-Fundación Euskadi LKF | Laboral Kutxa-Fundación Euskadi LKF | Laboral Kutxa-Fundación Euskadi LKF |
| ----------------------------------- | ----------------------------------- | ----------------------------------- |
| Num                                 | Coureuse                            | Pos                                 |
| 51                                  | Debora Silvestri (ITA)              | 22e                                 |
| 52                                  | Nadia Quagliotto (ITA)              | 35e                                 |
| 53                                  | Usoa Ostolaza (ESP)                 | 15e                                 |
| 54                                  | Marta Romeu (ESP)                   | AB-7                                |
| 55                                  | Ariana Gilabert (ESP)               | AB-1                                |
| 56                                  | Aileen Schweikart (GER)             | 28e                                 |

| Bepink BPK | Bepink BPK                 | Bepink BPK |
| ---------- | -------------------------- | ---------- |
| Num        | Coureuse                   | Pos        |
| 61         | Silvia Zanardi (ITA)       | 10e        |
| 62         | Nora Jenčušová (SVK)       | 67e        |
| 63         | Giorgia Vettorello (ITA)   | 34e        |
| 64         | Prisca Savi (ITA)          | AB-1       |
| 65         | Andrea Casagranda (ITA)    | 44e        |
| 66         | Karolina Karasiewicz (POL) | AB-4       |

| Stade Rochelais Charente-Maritime CMW | Stade Rochelais Charente-Maritime CMW | Stade Rochelais Charente-Maritime CMW |
| ------------------------------------- | ------------------------------------- | ------------------------------------- |
| Num                                   | Coureuse                              | Pos                                   |
| 71                                    | Noémie Abgrall (FRA)                  | 40e                                   |
| 72                                    | Marine Allione (FRA)                  | 21e                                   |
| 73                                    | Floraine Bernard (FRA)                | 76e                                   |
| 74                                    | Lucy Gadd (GBR)                       | NP-3                                  |
| 75                                    | Chloé Schoenenberger (FRA)            | 73e                                   |

| Duolar-Chevalmeire DCH | Duolar-Chevalmeire DCH | Duolar-Chevalmeire DCH |
| ---------------------- | ---------------------- | ---------------------- |
| Num                    | Coureuse               | Pos                    |
| 81                     | Danique Braam (NED)    | 68e                    |
| 82                     | Olha Kulynych (UKR)    | 20e                    |
| 83                     | Malin Eriksen (NOR)    | 70e                    |
| 84                     | Cleo Kiekens (BEL)     | 54e                    |
| 85                     | Lotte Popelier (BEL)   | 71e                    |
| 86                     | Jana Dobbelaere (BEL)  | AB-6                   |

| DNA Pro Cycling DNA | DNA Pro Cycling DNA    | DNA Pro Cycling DNA |
| ------------------- | ---------------------- | ------------------- |
| Num                 | Coureuse               | Pos                 |
| 91                  | Diana Peñuela (COL)    | 51e                 |
| 92                  | Heidi Franz (USA)      | 26e                 |
| 93                  | Sarah Van Dam (CAN)    | 27e                 |
| 94                  | Anet Barrera (MEX)     | 43e                 |
| 95                  | Shayna Powless (USA)   | 47e                 |
| 96                  | Kaitlyn Rauwerda (CAN) | NP-4                |

| Eneicat-CMTeam-Seguros Deportivos EIC | Eneicat-CMTeam-Seguros Deportivos EIC | Eneicat-CMTeam-Seguros Deportivos EIC |
| ------------------------------------- | ------------------------------------- | ------------------------------------- |
| Num                                   | Coureuse                              | Pos                                   |
| 102                                   | María Latriglia (COL)                 | 77e                                   |
| 103                                   | Lucia Ruiz Pérez (ESP)                | 24e                                   |
| 104                                   | Laura Ruiz Pérez (ESP)                | 25e                                   |
| 105                                   | Claudia San Justo (ESP)               | 78e                                   |
| 106                                   | Isabel Martin (ESP)                   | 31e                                   |

| Arkéa Pro Cycling Team ARK | Arkéa Pro Cycling Team ARK | Arkéa Pro Cycling Team ARK |
| -------------------------- | -------------------------- | -------------------------- |
| Num                        | Coureuse                   | Pos                        |
| 111                        | Lucie Liboreau (FRA)       | 57e                        |
| 112                        | Megan Armitage (IRL)       | NP-3                       |
| 114                        | Maaike Coljé (NED)         | 17e                        |
| 116                        | Anastasiya Kolesava (BLR)  | 3e                         |

| Massi Tactic MAT | Massi Tactic MAT       | Massi Tactic MAT |
| ---------------- | ---------------------- | ---------------- |
| Num              | Coureuse               | Pos              |
| 121              | Nikola Nosková (CZE)   | AB-3             |
| 122              | Miryam Núñez (ECU)     | 11e              |
| 123              | Adèle Normand (CAN)    | 39e              |
| 124              | Iris Gomez (ESP)       | 59e              |
| 125              | Jennifer Ducuara (COL) | 56e              |
| 126              | Ingrid Ruiz (ESP)      | AB-6             |

| Cynisca Cycling CYN | Cynisca Cycling CYN   | Cynisca Cycling CYN |
| ------------------- | --------------------- | ------------------- |
| Num                 | Coureuse              | Pos                 |
| 131                 | Emilie Fortin (CAN)   | 63e                 |
| 132                 | Greta Richioud (FRA)  | 18e                 |
| 133                 | Fiona Mangan (IRL)    | 36e                 |
| 134                 | Ashley Frye (USA)     | 42e                 |
| 135                 | Pauline Allin (FRA)   | 38e                 |
| 136                 | Chloé Fourmigué (FRA) | 52e                 |

| Centre mondial du cyclisme WCC | Centre mondial du cyclisme WCC | Centre mondial du cyclisme WCC |
| ------------------------------ | ------------------------------ | ------------------------------ |
| Num                            | Coureuse                       | Pos                            |
| 151                            | Elina Tasane (EST)             | 61e                            |
| 152                            | Maude Le Roux (RSA)            | 45e                            |
| 153                            | Anna Kolyzhuk (UKR)            | AB-5                           |
| 154                            | Selam Ahama Gerefiel (ETH)     | 23e                            |
| 155                            | Dziyana Lebedz (BLR)           | 74e                            |
| 156                            | Natalia Franco (COL)           | 66e                            |

| Farto-BTC FAR | Farto-BTC FAR                 | Farto-BTC FAR |
| ------------- | ----------------------------- | ------------- |
| Num           | Coureuse                      | Pos           |
| 161           | Michaela Drummond (NZL)       | 49e           |
| 162           | Mandana Dehghan (IRI)         | 81e           |
| 163           | Ariadna Gutiérrez (MEX)       | 30e           |
| 164           | Martina Moreno Monteys (ESP)  | 60e           |
| 165           | Maria Del Pilar Jimenez (ESP) | 75e           |

| Slovénie SLO | Slovénie SLO | Slovénie SLO |
| ------------ | ------------ | ------------ |
| Num          | Coureuse     | Pos          |
| 171          | Urša Pintar  | 55e          |
| 172          | Nika Bobnar  | NP-2         |
| 173          | Hana Žumer   | 87e          |
| 174          | Tjaša Sušnik | 72e          |
| 175          | Špela Colnar | AB-6         |
| 176          | Pija Galof   | AB-1         |

| États-Unis USA | États-Unis USA          | États-Unis USA |
| -------------- | ----------------------- | -------------- |
| Num            | Coureuse                | Pos            |
| 181            | Kristabel Doebel-Hickok | 12e            |
| 183            | Betty Hasse             | 86e            |
| 184            | Alia Shafi              | AB-6           |
| 185            | Natalie Quinn           | 48e            |
| 186            | Elena Wu Yan            | AB-3           |

| Matos Mobility-Optiria Women Team ___ | Matos Mobility-Optiria Women Team ___ | Matos Mobility-Optiria Women Team ___ |
| ------------------------------------- | ------------------------------------- | ------------------------------------- |
| Num                                   | Coureuse                              | Pos                                   |
| 191                                   | Diana Pedrosa (POR)                   | 84e                                   |
| 192                                   | Ana Caramelo (POR)                    | 62e                                   |
| 193                                   | Helena Moragas Molina (ESP)           | AB-4                                  |
| 194                                   | Agustina Reyes (URU)                  | 64e                                   |
| 195                                   | Marcela Itzae Peñafiel Solano (ECU)   | HD-4                                  |
| 196                                   | Natalia Vasquez (ECU)                 | 79e                                   |

| Pro-Noctis-Heidi Kjeldsen-200 Degres Coffe CT ___ | Pro-Noctis-Heidi Kjeldsen-200 Degres Coffe CT ___ | Pro-Noctis-Heidi Kjeldsen-200 Degres Coffe CT ___ |
| ------------------------------------------------- | ------------------------------------------------- | ------------------------------------------------- |
| Num                                               | Coureuse                                          | Pos                                               |
| 201                                               | Bexy Dew (GBR)                                    | 58e                                               |
| 202                                               | Corinne Side (GBR)                                | 41e                                               |
| 203                                               | Annabel Ramsay (GBR)                              | 82e                                               |
| 204                                               | Jo Tindley (GBR)                                  | 85e                                               |

| Canyon//SRAM Generation CSG | Canyon//SRAM Generation CSG | Canyon//SRAM Generation CSG |
| --------------------------- | --------------------------- | --------------------------- |
| Num                         | Coureuse                    | Pos                         |
| 1                           | Diane Ingabire (RWA)        | 83e                         |
| 2                           | Agua Marina Espínola (PAR)  | 13e                         |
| 3                           | Valantine Nzayisenga (RWA)  | 80e                         |
| 4                           | Llori Sharpe                | 69e                         |
| 5                           | Alex Morrice (GBR)          | 33e                         |
| 6                           | Daniela Schmidsberger (AUT) | 46e                         |

| FDJ-Suez FST | FDJ-Suez FST            | FDJ-Suez FST |
| ------------ | ----------------------- | ------------ |
| Num          | Coureuse                | Pos          |
| 11           | Évita Muzic (FRA)       | 5e           |
| 12           | Loes Adegeest (NED)     | 16e          |
| 13           | Marta Cavalli (ITA)     | 1re          |
| 14           | Jade Wiel (FRA)         | 32e          |
| 15           | Maëlle Grossetête (FRA) | NP-3         |
| 16           | Victorie Guilman (FRA)  | 19e          |

| UAE Team ADQ UAD | UAE Team ADQ UAD            | UAE Team ADQ UAD |
| ---------------- | --------------------------- | ---------------- |
| Num              | Coureuse                    | Pos              |
| 21               | Erica Magnaldi (ITA)        | 2e               |
| 22               | Olivia Baril (CAN)          | 4e               |
| 23               | Federica Piergiovanni (ITA) | 29e              |
| 24               | Lara Gillespie (IRL)        | 50e              |
| 26               | Alena Ivanchenko (RUS)      | 9e               |

| Human Powered Health HPW | Human Powered Health HPW | Human Powered Health HPW |
| ------------------------ | ------------------------ | ------------------------ |
| Num                      | Coureuse                 | Pos                      |
| 31                       | Daria Pikulik (POL)      | 65e                      |
| 32                       | Nina Buysman (NED)       | 6e                       |
| 33                       | Lily Williams (USA)      | 37e                      |
| 34                       | Eri Yonamine (JPN)       | 53e                      |
| 35                       | Barbara Malcotti (ITA)   | 7e                       |
| 36                       | Marit Raaijmakers (NED)  | AB-5                     |

| St Michel-Mavic-Auber 93 AUB | St Michel-Mavic-Auber 93 AUB | St Michel-Mavic-Auber 93 AUB |
| ---------------------------- | ---------------------------- | ---------------------------- |
| Num                          | Coureuse                     | Pos                          |
| 41                           | Coralie Demay (FRA)          | 8e                           |
| 42                           | Dilyxine Miermont (FRA)      | NP-3                         |
| 43                           | Camille Fahy (FRA)           | 14e                          |
| 44                           | Margot Pompanon (FRA)        | NP-3                         |
| 46                           | Marion Bunel (FRA)           | AB-1                         |

| Laboral Kutxa-Fundación Euskadi LKF | Laboral Kutxa-Fundación Euskadi LKF | Laboral Kutxa-Fundación Euskadi LKF |
| ----------------------------------- | ----------------------------------- | ----------------------------------- |
| Num                                 | Coureuse                            | Pos                                 |
| 51                                  | Debora Silvestri (ITA)              | 22e                                 |
| 52                                  | Nadia Quagliotto (ITA)              | 35e                                 |
| 53                                  | Usoa Ostolaza (ESP)                 | 15e                                 |
| 54                                  | Marta Romeu (ESP)                   | AB-7                                |
| 55                                  | Ariana Gilabert (ESP)               | AB-1                                |
| 56                                  | Aileen Schweikart (GER)             | 28e                                 |

| Bepink BPK | Bepink BPK                 | Bepink BPK |
| ---------- | -------------------------- | ---------- |
| Num        | Coureuse                   | Pos        |
| 61         | Silvia Zanardi (ITA)       | 10e        |
| 62         | Nora Jenčušová (SVK)       | 67e        |
| 63         | Giorgia Vettorello (ITA)   | 34e        |
| 64         | Prisca Savi (ITA)          | AB-1       |
| 65         | Andrea Casagranda (ITA)    | 44e        |
| 66         | Karolina Karasiewicz (POL) | AB-4       |

| Stade Rochelais Charente-Maritime CMW | Stade Rochelais Charente-Maritime CMW | Stade Rochelais Charente-Maritime CMW |
| ------------------------------------- | ------------------------------------- | ------------------------------------- |
| Num                                   | Coureuse                              | Pos                                   |
| 71                                    | Noémie Abgrall (FRA)                  | 40e                                   |
| 72                                    | Marine Allione (FRA)                  | 21e                                   |
| 73                                    | Floraine Bernard (FRA)                | 76e                                   |
| 74                                    | Lucy Gadd (GBR)                       | NP-3                                  |
| 75                                    | Chloé Schoenenberger (FRA)            | 73e                                   |

| Duolar-Chevalmeire DCH | Duolar-Chevalmeire DCH | Duolar-Chevalmeire DCH |
| ---------------------- | ---------------------- | ---------------------- |
| Num                    | Coureuse               | Pos                    |
| 81                     | Danique Braam (NED)    | 68e                    |
| 82                     | Olha Kulynych (UKR)    | 20e                    |
| 83                     | Malin Eriksen (NOR)    | 70e                    |
| 84                     | Cleo Kiekens (BEL)     | 54e                    |
| 85                     | Lotte Popelier (BEL)   | 71e                    |
| 86                     | Jana Dobbelaere (BEL)  | AB-6                   |

| DNA Pro Cycling DNA | DNA Pro Cycling DNA    | DNA Pro Cycling DNA |
| ------------------- | ---------------------- | ------------------- |
| Num                 | Coureuse               | Pos                 |
| 91                  | Diana Peñuela (COL)    | 51e                 |
| 92                  | Heidi Franz (USA)      | 26e                 |
| 93                  | Sarah Van Dam (CAN)    | 27e                 |
| 94                  | Anet Barrera (MEX)     | 43e                 |
| 95                  | Shayna Powless (USA)   | 47e                 |
| 96                  | Kaitlyn Rauwerda (CAN) | NP-4                |

| Eneicat-CMTeam-Seguros Deportivos EIC | Eneicat-CMTeam-Seguros Deportivos EIC | Eneicat-CMTeam-Seguros Deportivos EIC |
| ------------------------------------- | ------------------------------------- | ------------------------------------- |
| Num                                   | Coureuse                              | Pos                                   |
| 102                                   | María Latriglia (COL)                 | 77e                                   |
| 103                                   | Lucia Ruiz Pérez (ESP)                | 24e                                   |
| 104                                   | Laura Ruiz Pérez (ESP)                | 25e                                   |
| 105                                   | Claudia San Justo (ESP)               | 78e                                   |
| 106                                   | Isabel Martin (ESP)                   | 31e                                   |

| Arkéa Pro Cycling Team ARK | Arkéa Pro Cycling Team ARK | Arkéa Pro Cycling Team ARK |
| -------------------------- | -------------------------- | -------------------------- |
| Num                        | Coureuse                   | Pos                        |
| 111                        | Lucie Liboreau (FRA)       | 57e                        |
| 112                        | Megan Armitage (IRL)       | NP-3                       |
| 114                        | Maaike Coljé (NED)         | 17e                        |
| 116                        | Anastasiya Kolesava (BLR)  | 3e                         |

| Massi Tactic MAT | Massi Tactic MAT       | Massi Tactic MAT |
| ---------------- | ---------------------- | ---------------- |
| Num              | Coureuse               | Pos              |
| 121              | Nikola Nosková (CZE)   | AB-3             |
| 122              | Miryam Núñez (ECU)     | 11e              |
| 123              | Adèle Normand (CAN)    | 39e              |
| 124              | Iris Gomez (ESP)       | 59e              |
| 125              | Jennifer Ducuara (COL) | 56e              |
| 126              | Ingrid Ruiz (ESP)      | AB-6             |

| Cynisca Cycling CYN | Cynisca Cycling CYN   | Cynisca Cycling CYN |
| ------------------- | --------------------- | ------------------- |
| Num                 | Coureuse              | Pos                 |
| 131                 | Emilie Fortin (CAN)   | 63e                 |
| 132                 | Greta Richioud (FRA)  | 18e                 |
| 133                 | Fiona Mangan (IRL)    | 36e                 |
| 134                 | Ashley Frye (USA)     | 42e                 |
| 135                 | Pauline Allin (FRA)   | 38e                 |
| 136                 | Chloé Fourmigué (FRA) | 52e                 |

| Centre mondial du cyclisme WCC | Centre mondial du cyclisme WCC | Centre mondial du cyclisme WCC |
| ------------------------------ | ------------------------------ | ------------------------------ |
| Num                            | Coureuse                       | Pos                            |
| 151                            | Elina Tasane (EST)             | 61e                            |
| 152                            | Maude Le Roux (RSA)            | 45e                            |
| 153                            | Anna Kolyzhuk (UKR)            | AB-5                           |
| 154                            | Selam Ahama Gerefiel (ETH)     | 23e                            |
| 155                            | Dziyana Lebedz (BLR)           | 74e                            |
| 156                            | Natalia Franco (COL)           | 66e                            |

| Farto-BTC FAR | Farto-BTC FAR                 | Farto-BTC FAR |
| ------------- | ----------------------------- | ------------- |
| Num           | Coureuse                      | Pos           |
| 161           | Michaela Drummond (NZL)       | 49e           |
| 162           | Mandana Dehghan (IRI)         | 81e           |
| 163           | Ariadna Gutiérrez (MEX)       | 30e           |
| 164           | Martina Moreno Monteys (ESP)  | 60e           |
| 165           | Maria Del Pilar Jimenez (ESP) | 75e           |

| Slovénie SLO | Slovénie SLO | Slovénie SLO |
| ------------ | ------------ | ------------ |
| Num          | Coureuse     | Pos          |
| 171          | Urša Pintar  | 55e          |
| 172          | Nika Bobnar  | NP-2         |
| 173          | Hana Žumer   | 87e          |
| 174          | Tjaša Sušnik | 72e          |
| 175          | Špela Colnar | AB-6         |
| 176          | Pija Galof   | AB-1         |

| États-Unis USA | États-Unis USA          | États-Unis USA |
| -------------- | ----------------------- | -------------- |
| Num            | Coureuse                | Pos            |
| 181            | Kristabel Doebel-Hickok | 12e            |
| 183            | Betty Hasse             | 86e            |
| 184            | Alia Shafi              | AB-6           |
| 185            | Natalie Quinn           | 48e            |
| 186            | Elena Wu Yan            | AB-3           |

| Matos Mobility-Optiria Women Team ___ | Matos Mobility-Optiria Women Team ___ | Matos Mobility-Optiria Women Team ___ |
| ------------------------------------- | ------------------------------------- | ------------------------------------- |
| Num                                   | Coureuse                              | Pos                                   |
| 191                                   | Diana Pedrosa (POR)                   | 84e                                   |
| 192                                   | Ana Caramelo (POR)                    | 62e                                   |
| 193                                   | Helena Moragas Molina (ESP)           | AB-4                                  |
| 194                                   | Agustina Reyes (URU)                  | 64e                                   |
| 195                                   | Marcela Itzae Peñafiel Solano (ECU)   | HD-4                                  |
| 196                                   | Natalia Vasquez (ECU)                 | 79e                                   |

| Pro-Noctis-Heidi Kjeldsen-200 Degres Coffe CT ___ | Pro-Noctis-Heidi Kjeldsen-200 Degres Coffe CT ___ | Pro-Noctis-Heidi Kjeldsen-200 Degres Coffe CT ___ |
| ------------------------------------------------- | ------------------------------------------------- | ------------------------------------------------- |
| Num                                               | Coureuse                                          | Pos                                               |
| 201                                               | Bexy Dew (GBR)                                    | 58e                                               |
| 202                                               | Corinne Side (GBR)                                | 41e                                               |
| 203                                               | Annabel Ramsay (GBR)                              | 82e                                               |
| 204                                               | Jo Tindley (GBR)                                  | 85e                                               |

## Présentation

### Comité d'organisation

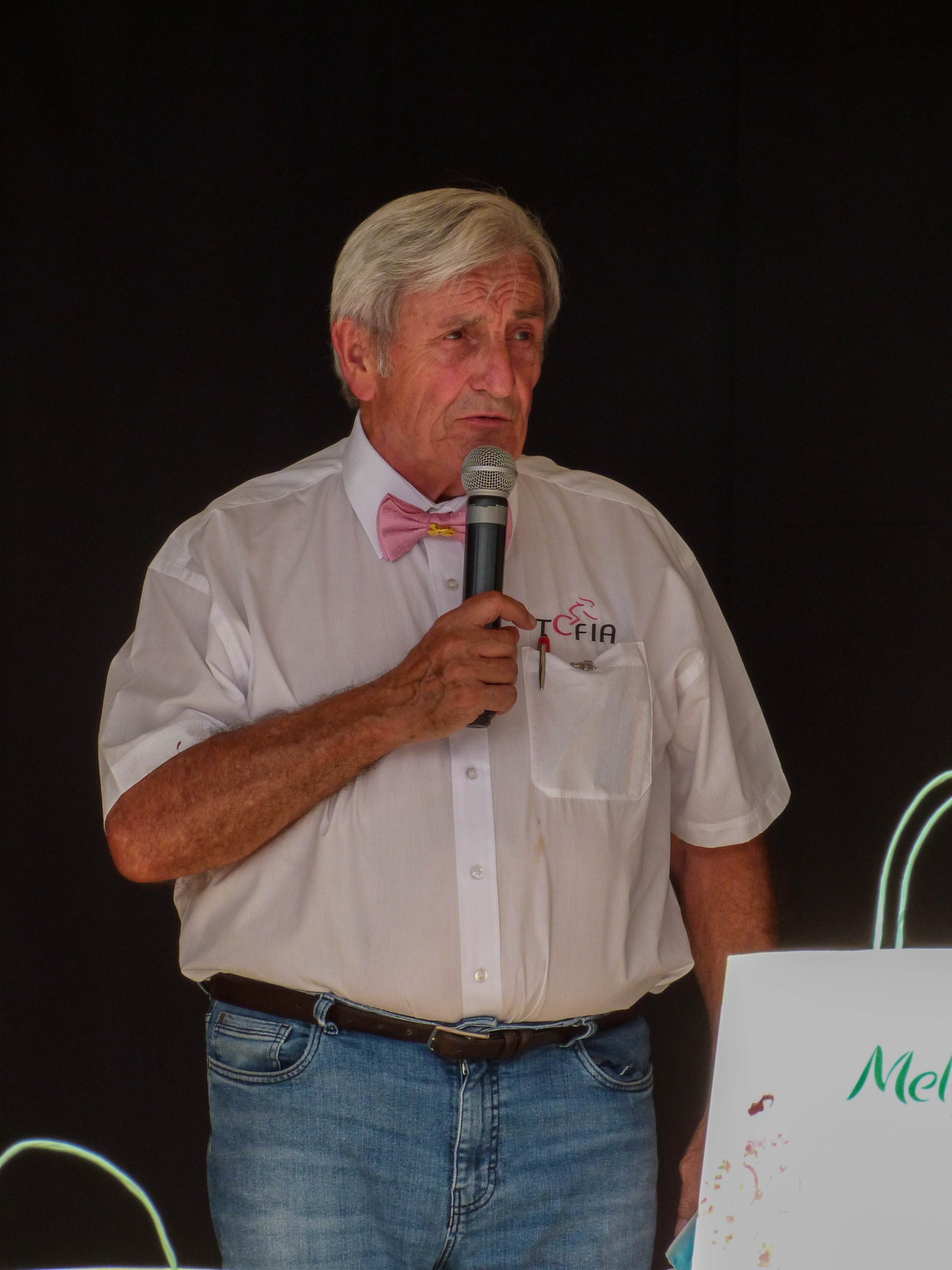
Louis Jeannin, directeur de l'organisation en septembre 2023.

Le Vélo Club Vallée du Rhône Ardéchoise organise la course. Le directeur de l'organisation est Louis Jeannin et son adjoint est Gilles Jalade.

### Règlement de la course

#### Délais
Lors d'une course cycliste, les coureurs sont tenus d'arriver dans un laps de temps imparti à la suite du premier pour pouvoir être classés. Les délais prévus sont de 15 % la plupart des étapes. Les quatrième, cinquième et septième étapes font exception avec 20 %.

#### Classements et bonifications
Le classement général individuel au temps est calculé par le cumul des temps enregistrés dans chacune des étapes parcourues. Le coureur qui est premier de ce classement est porteur du maillot rose. En cas d'égalité au temps, les centièmes de secondes des contre-la-montres sont comptabilisés. Ensuite, la somme des places obtenues sur chaque étape départage les concurrentes.

##### Classement par points
Le maillot vert, récompense le classement par points. Celui-ci se calcule selon le classement lors des arrivées d'étape.
Lors d'une arrivée d'étape, les dix première se voient accorder des points selon le décompte suivant : 15, 10, 8, 7, 6, 5, 4, 3, 2 et 1 point. En cas d'égalité, les coureurs sont prioritairement départagés par le nombre de victoires d'étapes. Si l'égalité persiste, le nombre de victoires à des sprints intermédiaires puis éventuellement la place obtenue au classement général entrent en compte. Pour être classé, un coureur doit avoir terminé la course dans les délais.

##### Classement de la meilleure grimpeuse
Le classement de la meilleure grimpeuse, ou classement des monts, est un classement spécifique basé sur les arrivées au sommet des ascensions répertoriées dans l'ensemble de la course. Elles sont classés en trois catégories. Pour les ascensions de première catégorie, le barème est 10, 8, 6, 4 et 2 points pour les cinq premières. Pour les ascensions de deuxième catégorie, le barème est 6, 4, 3 et 2 pour les quatre premières. Pour les ascensions de troisième catégorie, le barème est 3, 2 et 1 points pour les trois premières. Le premier du classement des monts est détenteur du maillot à pois. En cas d'égalité, les coureurs sont prioritairement départagés par le nombre de premières places aux sommets des ascension hors catégorie, puis première catégorie, puis de deuxième catégorie, etc. Si l'égalité persiste, le critère suivant est la place obtenue au classement général. Pour être classé, une coureuse doit avoir terminé la course dans les délais.

##### Classement des rushs
Le maillot violet, récompense le classement des rushs. Celui-ci se calcule selon le classement lors de sprints intermédiaires. Les quatre premières coureuses des sprints intermédiaires reçoivent respectivement 5, 3, 2 et un point. En cas d'égalité, celle ayant le plus de première place s'impose. En case nouvelle égalité, le classement général départage les concurrentes.

##### Classement de la meilleure jeune

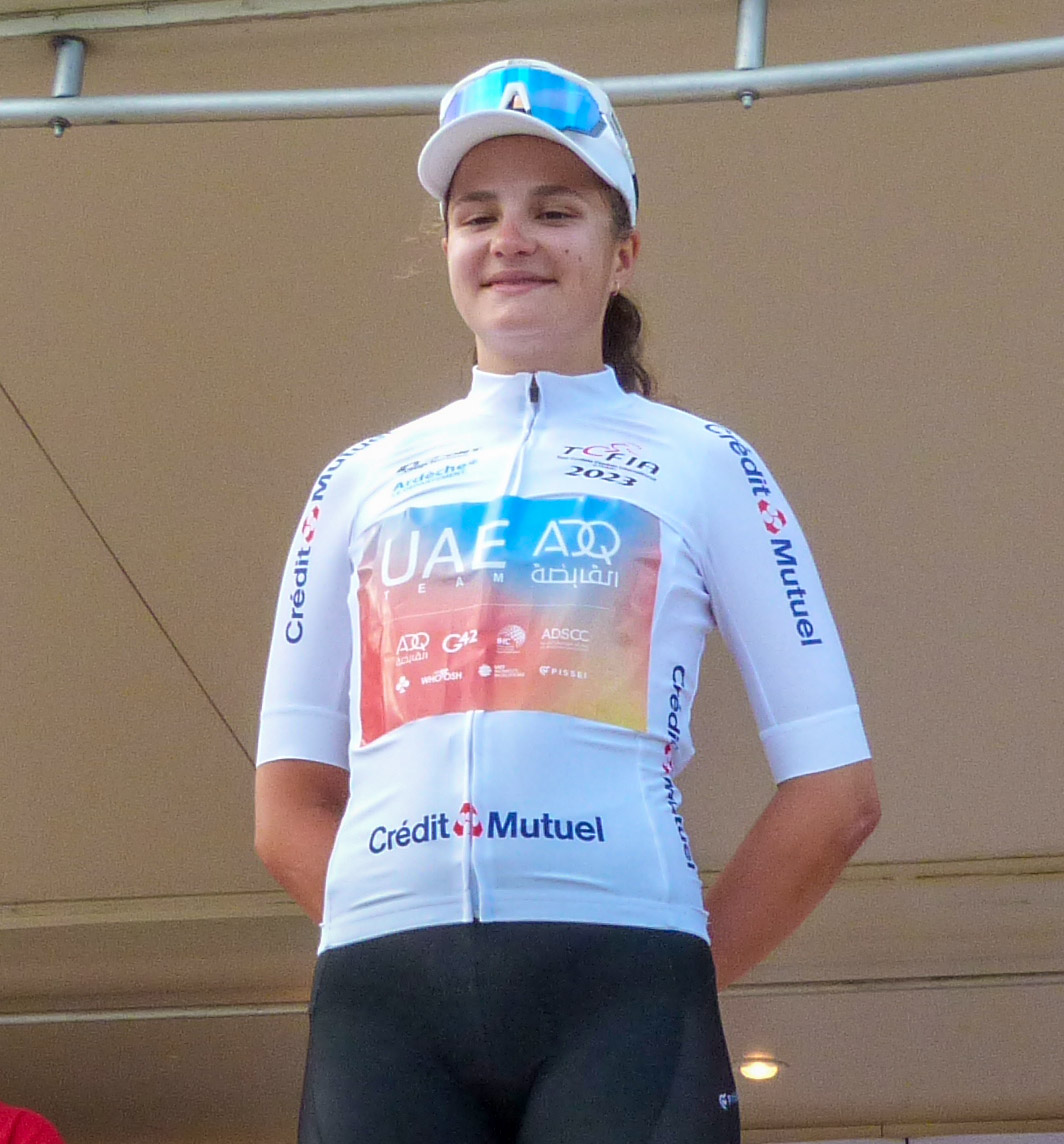
Alena Ivanchenko meilleure jeune de l'édition.

Le classement de la meilleure jeune ne concerne qu'une certaine catégorie de coureuses, celles étant âgées de moins de 23 ans. C'est-à-dire aux coureuses nées après le 1er janvier 2002. Ce classement, basé sur le classement général, attribue au premier un maillot blanc.

##### Classement par équipes
Le classement par équipes du jour s’établit par l’addition des trois meilleurs temps individuels de chaque équipe. En cas d’égalité, les équipes sont départagées par le nombre de première place au classement par équipes journalier, ensuite par le nombre de deuxième place au classement par équipes du jour, etc.

##### Classement de la combativité
À l'issue de chaque étape, un jury constitué de quatre personnes attribue à la coureuse ayant le plus mérité, le trophée de la combativité. Il attribue un maillot rouge.

##### Répartition des maillots
Chaque coureuse en tête d'un classement est porteuse du maillot ou du dossard distinctif correspondant. Cependant, dans le cas où une coureuse dominerait plusieurs classements, celle-ci ne porte qu'un seul maillot distinctif, selon une priorité de classements. Le classement général au temps est le classement prioritaire, suivi du classement par points, du classement général du meilleur grimpeur, de celui des rushs, de celui du combiné et du classement de la meilleure jeune. Si ce cas de figure se produit, le maillot correspondant au classement annexe de priorité inférieure n'est pas porté par celui qui domine ce classement mais par son deuxième.

#### Primes
Les étapes permettent de remporter les primes suivantes :
| Position | 1er   | 2e    | 3e    | 4e    | 5e    | 6e    | 7e    | 8e    | 9e    | 10e   |
| Prix     | 716 € | 366 € | 269 € | 219 € | 202 € | 195 € | 181 € | 171 € | 164 € | 157 € |

Les coureuses classées de 16e à la 20e places gagnent 79 €.
Le classement général final attribue les sommes suivantes :
| Position | 1er     | 2e    | 3e    | 4e    | 5e    | 6e    | 7e    | 8e    | 9e    | 10e   | 11e   | 12e   | 13e   | 14e   | 15e  | 16e  | 17e  | 18e  | 19e  | 20e  | 21e  | 22e  | 23e  | 24e  | 25e  |
| Prix     | 1 249 € | 625 € | 430 € | 328 € | 313 € | 297 € | 276 € | 258 € | 245 € | 224 € | 198 € | 177 € | 166 € | 131 € | 88 € | 73 € | 73 € | 73 € | 73 € | 46 € | 46 € | 46 € | 46 € | 46 € | 46 € |

#### Prix
Le classement de la montagne final attribue les sommes suivantes :
| Position | 1er   | 2e    | 3e   | 4e   | 5e   | 6e   | 7e   | 8e   | 9e   | 10e  |
| Prix     | 140 € | 114 € | 98 € | 84 € | 67 € | 50 € | 46 € | 40 € | 35 € | 27 € |

Le classement de la meilleure jeune attribue les sommes suivantes :
| Position | 1er   | 2e    | 3e   | 4e   | 5e   | 6e   |
| Prix     | 130 € | 100 € | 90 € | 80 € | 70 € | 30 € |

Le classement des rushes attribue les sommes suivantes :
| Position | 1er   | 2e    | 3e   | 4e   | 5e   | 6e   | 7e   | 8e   | 9e   | 10e  | 11e  | 12e  | 13e  | 14e  | 15e  | 16e  | 17e  | 18e  | 19e  | 20e  |
| Prix     | 175 € | 120 € | 90 € | 70 € | 60 € | 50 € | 50 € | 50 € | 50 € | 50 € | 30 € | 30 € | 30 € | 30 € | 30 € | 20 € | 20 € | 20 € | 20 € | 20 € |

Le classement par points attribue les sommes suivantes :
| Position | 1er  | 2e   | 3e   | 4e   | 5e   |
| Prix     | 65 € | 65 € | 35 € | 34 € | 19 € |

Le classement par équipes attribue les sommes suivantes :
| Position | 1er   | 2e    | 3e    |
| Prix     | 500 € | 300 € | 200 € |

Le super combatif empoche 150 €.
Chaque jour, la porteuse du maillot rose gagne 400 €, pour les maillot vert, à pois, blanc et violet il s'agit de 200 €. Le maillot rouge attribue 50 €.